# ニンテンドー3DS
ニンテンドー3DS（ニンテンドースリーディーエス、Nintendo 3DS、略称：3DS）は、任天堂が2011年2月26日に発売した携帯型ゲーム機。

## 概要
ニンテンドーDSシリーズの次世代型新機種として開発され、機能面ではニンテンドーDSiとの互換性を保ちつつも、性能面では裸眼3D対応、アナログスティック搭載、コンピュータ強化等の強化がなされ、DSシリーズの新しい携帯型ゲーム機となる。ニンテンドーDSシリーズの次世代型モデルではあるが当初はその新型機種として販売されていたため、従来のDSシリーズと並行して販売されていた。 
ソフトウェア面では、3DS専用ソフトのほか、従来のDS/DSi用ソフト（一部除く）を使用できる後方互換性を持つ。従来のDSと同様に画面を外部出力する機能は存在しない。
本機は、専用眼鏡不要で上画面で二つの画面を同時に投影し、3D立体映像の視聴に対応した数少ないハードの一つである。なお、同社で3D立体映像に対応した製品は、ファミコン3Dシステム、バーチャルボーイ以来となる。
当初は販売価格25000円（税込）で発売されたが、販売不振への対応と年末商戦に向けて約半年で10000円の値引きが行われた（#早期の値下げ）。
複数の派生モデルも発売され、2020年9月16日に全モデルの生産が終了。その後、2023年3月28日にニンテンドー3DSシリーズ向けのニンテンドーeショップがサービス終了、2024年4月9日にはオンラインプレイサービスも終了した。

## 沿革
- 2010年

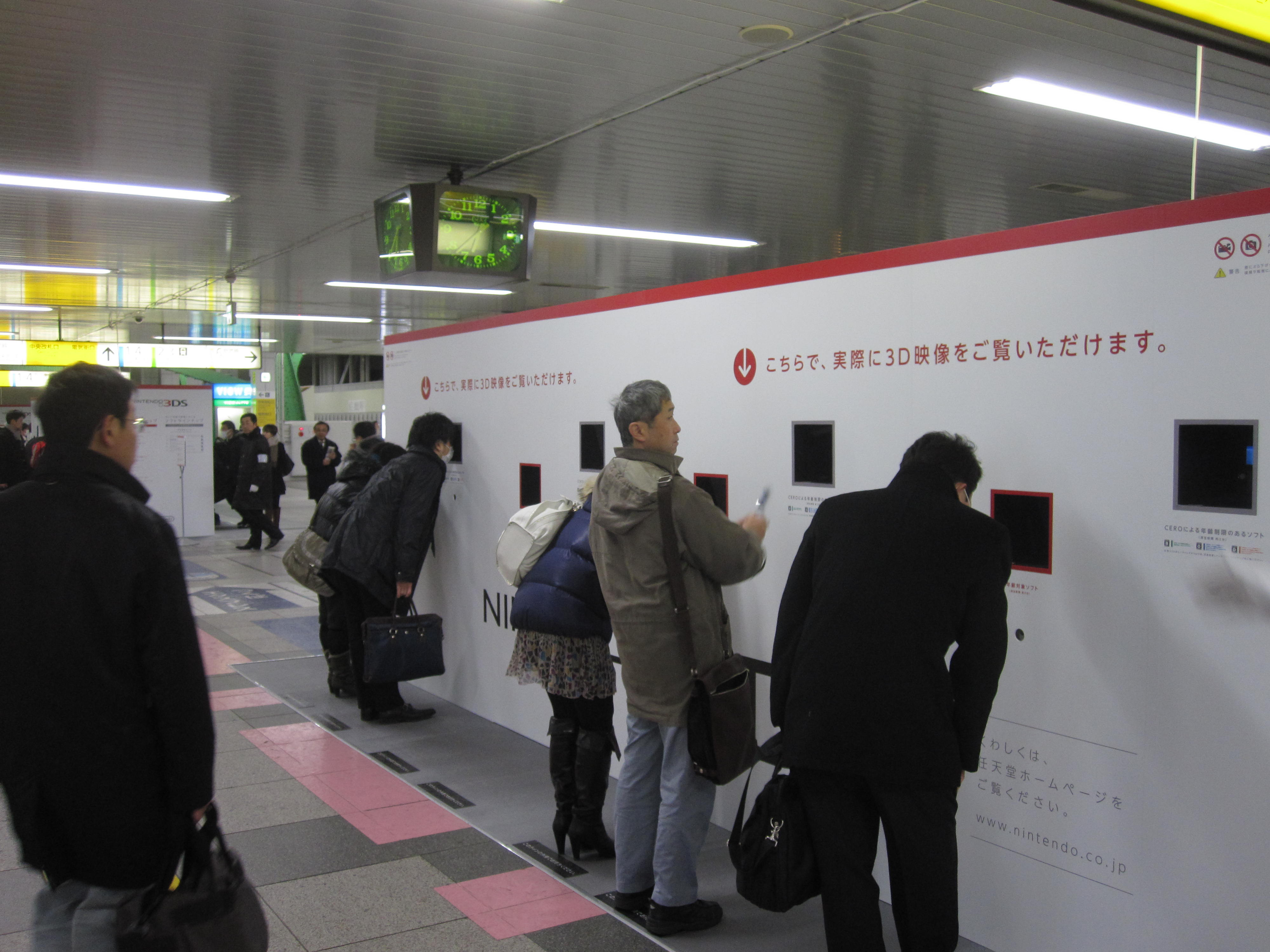
発売前には各地で、ニンテンドー3DSの3D映像を実際に見られるブースが設置された。JR秋葉原駅にて2011年2月2日撮影

  - 3月23日に初めてその存在が公式に発表され[9]、同年6月15日からロサンゼルスで開催されたE3の「任天堂メディアブリーフィング」にて、詳細と実機が発表された[10]。
  - 9月29日 - 千葉・幕張メッセで行われた「任天堂カンファレンス2010」にて、日本での発売日と価格が発表された[11]。
- 2011年
  - 1月8日・9日・10日の3日間に幕張メッセ 展示ホール9にて、一般向け公開イベント「NINTENDO WORLD 2011ニンテンドー3DS体験会」が開催された[12]。また、2011年1月から2月にかけて行われた「次世代ワールドホビーフェア '11winter」に出展されたほか、プレミアム・アウトレットの御殿場プレミアム・アウトレットとりんくうプレミアム・アウトレットで1月14日から4月3日まで体験イベントが開催された。
  - 2月26日 - 日本国内で希望小売価格25000円（税込）で発売開始。2011年当時現行であった据置機のWiiは20000円（税込）であり、価格が据置機と逆転する異例の状態となった。
  - 3月25日 - 欧州で発売開始。
  - 3月27日 - 北米で発売開始。
  - 3月31日 - 豪州（ニンテンドーオーストラリアでの発売）で発売開始。
  - 6月7日 - ダウンロードソフトの販売と販売促進ビデオの配信を行う3DS用サービス「ニンテンドーeショップ」を開設。
  - 7月28日 - 同年8月11日より、価格を15000円（税込）に改定すると発表。日本国外でも7 - 9月期に同様の値下げを行う。DSiは15000円（税込）、DSi LLは18000円（税込）であり、価格が下位モデルと逆転する異例の大幅値下げとなった。
  - 9月13日 - 東京ビッグサイトにて開催された「ニンテンドー3DS カンファレンス2011」にて「モンスターハンター4」が発表され、プラットフォームが3DSとなることが明らかにされた[13]。
- 2012年
  - 4月11日 - ルーヴル美術館に来館者向けの専用オーディオガイドシステムを内蔵した3DS本体を提供[14]。
  - 4月28日 - 韓国（韓国任天堂での発売）で発売開始。
  - 7月 - 4 - 6月期は円高、3DS値下げによる「逆ざや」などが原因で営業赤字になったが、任天堂によれば「逆ざや」は現時点の製造分では解消した[15]。
  - 7月12日 - ACアダプタの値下げ。希望小売価格は1000円（税込）。
  - 9月28日 - 台湾・香港で発売開始。
- 2013年
  - 10月12日 -「ニンテンドー2DS」が、北米・欧州・豪州で発売。一方で、3D裸眼立体視機能が廃止された関係で、3D表示を上画面として3D裸眼立体視機能を併用していた一部の3DSソフトが表示不可能になった。
  - 12月7日 -「ニンテンドー2DS」が、韓国で発売。
- 2014年
  - 8月29日 - Nintendo 3DS Direct 2014.8.29で「Newニンテンドー3DS」「Newニンテンドー3DS LL」の発売を発表。
  - 10月11日 -「Newニンテンドー3DS」「Newニンテンドー3DS LL」が、日本で発売。価格は、New 3DSが16000円（税別）、New 3DS LLが18800円（税別）[16]。ただし「ニンテンドー3DS」「ニンテンドー3DS LL」は併売となった。
- 2015年
  - 2月24日 - スペインで発売開始。
- 2016年
  - 2月27日 -「ニンテンドー2DS」が、日本で発売。バーチャルコンソールの「ポケットモンスター 赤・緑・青・ピカチュウ」とセットになった限定パックでポケモンセンターなど一部店舗限定であった。価格は9980円（税別）[17]。
  - 9月15日 -「ニンテンドー2DS」が、日本で単体発売。上記限定版とは本体カラーが異なる。価格は9800円（税別）。
- 2017年
  - 7月13日 -「Newニンテンドー2DS LL」が発売。裸眼立体視（3D映像）機能を持たないが、軽量化・小型化を図り、New 3DSシリーズ専用ソフトとの互換性も保っている。価格は14980円（税別）。
- 2019年
  - 9月20日 -「Nintendo Switch Lite」が発売。携帯ゲームハードとしての世代交代を迎えた。
- 2020年
  - 9月16日 - ニンテンドー3DS全シリーズの生産を終了したことを発表[7]。ニンテンドーDSシリーズでは、15年10ヶ月の歴史に幕を下ろした。
- 2021年
  - 2月25日 - 同年3月31日到着分をもって「ニンテンドー3DS」「ニンテンドー3DS LL」本体の修理受付を終了すると発表[18]。
  - 3月8日 - 先日の発表後に予測を上回る修理依頼が寄せられ、修理に必要な部品の在庫がなくなったため、同日到着分で「ニンテンドー3DS」「ニンテンドー3DS LL」本体の修理受付を終了したことを発表[19][20]。
- 2023年
  - 3月28日 - 日本国内におけるニンテンドーeショップのサービスが終了。
- 2024年
  - 4月9日 - オンラインプレイサービスが終了[21]。

### 販売台数
- 2011年
  - エンターブレインの調査によると「ニンテンドー3DS」は、発売後2日間で推定37.1万台を販売した[22]。
  - 3月までの「ニンテンドー3DS」の販売台数（海外は出荷ベース）は、世界で361万台、日本国内で106万台だった[23]。任天堂が期待した発売前の目標（世界で400万台、日本国内で150万台を出荷[24]）には届かなかった。 国内では発売約2週間後に起きた東日本大震災による自粛ムードや、本体発売からしばらくの間キラーソフトに恵まれなかった事、スマートフォンの普及タイミングが重なっていた事もあり、当初期待された滑り出しとはならなかったとされる[25]。
  - 日本国外での出荷は255万台と、予定の250万台を若干上回っているにもかかわらず、最大の市場である北米では、発売から5月末までの2ヶ月で69万台程度[26] と、販売台数、消化率ともに振るわなかった。原因としては、世界市場全体からは「ニンテンドー3DS」の本体価格が歴代携帯ハードより高額だったこと、携帯ゲーム機より据置型ゲーム機のほうがゲームファンの間で人気が強いこと、次世代機の乗り換えが遅いこと、任天堂から発売の大作ゲームがまだ出ていなかったこと、などが挙げられている。ただし、上記のとおり、発売直後の同期間で見た場合、日本での普及台数は、世界的に見て最も高い数値を示している。2012年には、初代DS越えを果たした。
  - 5月21日 - 発売13週で日本での「ニンテンドー3DS」の販売台数が、100万台を突破。
  - 7月28日の「ニンテンドー3DS」本体価格の値下げ発表後は一時的に販売台数が落ち込むが、値下げ後4週間で約38万3900台（エンターブレインの調査）の販売台数を記録した[27]。
  - 10月 - 発売33週で日本での「ニンテンドー3DS」の販売台数が200万台を突破した（メディアクリエイトの調査）[28]。
  - 年末商戦からは、大手タイトルの充実から「ニンテンドー3DS」の販売台数が大きく増加し始めた。大手タイトルの一つである「マリオカート7」が発売された12月第1週では、約21万6360台（エンターブレインの調査）と、値下げ時とほぼ同様の週間売り上げを記録した。その翌週（2011年12月11日集計）は、同じ大手タイトルの一つである「モンスターハンター3G」の発売もあり、約37万8000台（エンターブレインの調査）と、それまでで最大の週間販売台数を記録するとともに、発売42週で日本での販売台数が300万台を突破した。さらに、翌々週（2011年12月25日集計）には、週間51万629台を記録、発売44週で日本での販売台数が400万台を突破した[29]。
- 2012年
  - 2月 - 発売52週で日本での「ニンテンドー3DS」の販売台数が500万台を突破した[30]。
  - 5月 - 発売65週で日本での「ニンテンドー3DS」の販売台数が実売600万台を突破し、DSより早く到達した（エンターブレインの調査）[31]。
- 2013年
  - 1月6日 - ニンテンドー3DSとLLの合計で、日本での販売台数が1000万台を突破。
- 2014年
  - 1月31日 - ニンテンドー3DSとLLの合計で、日本での販売台数が1500万台を突破。
- 2016年
  - 2月3日 - ニンテンドー3DSシリーズの合計で、日本での販売台数が2000万台、全世界で5400万台を突破[32]。
- 2020年
  - 6月 - 累計販売台数は同年6月末時点で7587万台[7]。

## ハードウェア
2画面で下画面がタッチパネル（抵抗膜方式）であること、加えてマイクとカメラの搭載という、前世代機の特徴を引き継いでいる。
画面
3DSで、3.25インチから3.53インチに拡大。3DS LLでは、4.2インチから4.88インチに拡大。
カメラ
DSi、およびDSi LLでは、30万画素のカメラが本体上蓋側背面とヒンジ部内側の2箇所にあったが、3DSでは、カメラを本体上蓋側背面と上画面の上側の3箇所に変更した。撮影した写真と動画は、DSi・DSi LLが採用していた内蔵メモリやSDメモリーカードに保存される。
3D機能採用について
任天堂は「ファミコン3Dシステム」で、液晶シャッターのゴーグルを用いた立体視のゲームを出すが、対応タイトルは7本のみで展開終了。その数年後に「バーチャルボーイ」を発売するも、商業的に失敗し、撤退を余儀なくされた。バーチャルボーイの失敗後も、任天堂は3Dの研究をし続け「ゲームボーイアドバンスSP」の試作機に裸眼立体視を実験として取り入れた。また「ニンテンドー ゲームキューブ」では、3D対応の回路を組み込んだが、当時は3D液晶が非常に高価で、技術的な問題が解決しなかったこともあり、実現しなかった。
その後、技術が進歩し3D液晶が安価になったこともあり、ニンテンドー3DS開発のタイミングで、裸眼立体視を採用する。
開発（発表）当時は、3Dブームだったため「ニンテンドー3DSは3Dブームに乗っかった商品」と言われもしたが、これに関して、任天堂の岩田聡社長と宮本茂は偶然が重なり、戸惑ったという。
上画面に視差バリア方式ワイド3D液晶ディスプレイ（サイズは3DSが3.53インチ、3DS LLが4.88インチ）を採用しており、裸眼で立体的なゲーム映像を見ることができる。
立体映像の見え方には、個人差があるなどの理由から、上画面の横に「3Dボリューム」のアナログスライダーが付いており、無段階で3D表示の立体深度を変化させたり、オフにして従来の2D表示にしたりすることができる。ただし、プリレンダリングのCGや3Dカメラの映像など、一部の映像はオンとオフの2段階の場合があり、全てのソフトが常に3Dで表示されるわけではない。初代3DSでは、3D表示が可能な場合のみ、アナログスライダーの横に緑色の「3D」のランプが点灯する。
なお、タッチ操作で付く指紋などの汚れが3D表示の立体感や画面の透明度を低下させることから、下画面には3Dディスプレイを搭載せず、従来の2D表示のままとしている。
グラフィックス性能
ディジタルメディアプロフェッショナル社の3DグラフィックスIPコア「PICA200」を採用し、前世代機よりグラフィック表示性能が大幅に向上している。その性能は「レゴ パイレーツ・オブ・カリビアン」開発者が、3DSに移植の際、Wiiの素材をそのまま利用出来た事から、Wiiに匹敵する能力であるとされている。
スライドパッド
初めて「スライドパッド」と呼ばれるアナログパッドを搭載。スライドパッドの下部には、従来型の十字ボタンも搭載されている。DS/DSi用のソフトではアナログ入力にはならないが、十字ボタンと同じ役割として、8方向へのデジタル入力が可能。
3Dカメラ
本体外側に2つのカメラを搭載しており、ステレオカメラとして立体的な写真を撮影することができる。当初は静止画のみだったが、Ver.3.0.0-5Jへの更新により動画撮影（ムービー）も可能となった。本体内側のカメラは、従来のDSiと同様に1つだけだが、レンズはDSiより小さく、ズーム機能が搭載されている。ただし、光学ズームではなくデジタルズームであるため、利用時は画質が低下する。
モーションセンサーとジャイロセンサー
モーションセンサーとジャイロセンサーを内蔵しており、本体を傾けたり動かしたりしてゲームをプレイすることができる。また、歩数計機能もあり（スリープモードのみ）、「思い出きろく帳」（内蔵ソフト）などでは、この機能を活かして歩数の記録ができる。ただし、本体の日付を変更すると、歩数記録に影響が出る場合がある。
3DSカード
記憶容量が大幅に上がり、発売時点では最大2GBとなっていたが、2011年半ばより、4GBのものを採用するメーカーも出てきている。なお、ゲームカードを製造するメーカーは「製造ラインとしては8GBまで対応できる」と、本体発売前に語っており、さらなる大容量ROMも将来的には登場すると思われる。形状は、DSカードとほぼ同じだが、右上の角に突起がついており、従来のニンテンドーDSシリーズのDSカードスロットには挿入できない形状になっている。無理矢理に挿入した場合でも認識されず、ソフトは実行できない。
カードケース
カードケースは、DS用ソフトのものと縦横サイズはほぼ同じだが、厚さは若干薄くなっている。また、DS用ソフトにあったGBAカートリッジの収納部分が省略されているほか、穴が空いており、一部のソフト（「マリオカート7」など）では、その穴からイラストが見える。カラーリングは、2010年以降のWiiと同様に、日本においてCEROレーティングがA（全年齢対象）とB（12歳以上対象）および「教育・データベース」区分のものは白、C（15歳以上対象）以上のものは黒となっているほか、青、赤、黄色のケースが使われている。
HOMEボタン
従来のニンテンドーDSシリーズにはなかった「HOME」ボタンが追加されている。ゲームのプレイ中に中断して、HOMEメニューを呼び出せる。
ただし、DSカード、およびニンテンドーDSiウェアの場合は、HOMEメニューが表示されず、ソフトを終了するかどうかの確認画面が表示される。なお、この確認画面が表示されている間のソフトは、スリープと同じ状態となる。
音量調節および輝度調整
DSi、およびLLに採用されたボタン式から、ニンテンドーDS Liteまでに採用されたスライド式に戻された。これに伴って、画面の輝度調整の方法が、セレクトボタンを押しながら音量ボタンを押すことから、HOMEメニューに表示されるボタンで行うことに変更された。DS/DSiソフトプレイ時は、HOMEメニューを呼び出せないが、HOMEボタンを押した後にSTARTボタンを押しながら十字キーの上下で輝度の調整が、左右で省エネモードのオンオフが可能。
言語設定
旧型モデルであるニンテンドーDSiシリーズの本体の表示言語を北米発売版では、英語・フランス語・スペイン語に、欧州発売版では、本体の表示言語を英語・フランス語・イタリア語・ドイツ語・スペイン語に変更することができたが、北米と欧州で発売されたニンテンドー3DSシリーズでは、本体の表示言語を前者では英語・フランス語・スペイン語・ポルトガル語に、後者ではそれらに加えてドイツ語・イタリア語・オランダ語・ロシア語に変更することが可能。
| 北米発売版 | 欧州発売版 |
| ---------- | ---------- |
| English    | English    |
| Français   | Français   |
| -          | Italiano   |
| Español    | Español    |
| -          | Deutsch    |
| -          | Nederlands |
| Português  | Português  |
| -          | Русский    |

| 日本発売版 | 豪州発売版 （ニンテンドーオーストラリアでの発売） | 韓国発売版 （韓国任天堂での発売） | 中国発売版 （神游科技での発売、XLのみ） |
| ---------- | ------------------------------------------------- | --------------------------------- | --------------------------------------- |
| 日本語     | English                                           | 한국어                            | 中文                                    |

リージョンコード
DSi、およびDSi LLではリージョンコードを設定していたが、3DSでは、リージョンロック仕様として設定された。使用するDS用ソフト・DS・DSi両対応ソフト・DSi用ソフト・3DS用ソフトと本体のリージョンコードが一致しないと、そのソフトを起動することができない。ただし、DS用ソフト・DS・DSi両対応ソフト・DSi用ソフト・3DS用ソフト（日本国外版）のように、リージョンコードが設定されているが、一致する3DSでも起動できるソフトも存在する。
カード交換
HOMEボタンを押して、ゲームを終了した後にシステムの動作を停止させ、HOMEメニューへ戻り、カードを交換することができる。なお、電源ボタンを押した後にHOMEボタンを押して、HOMEメニューへ戻りで、直接この機能を使うこともできる。カードを抜くときには、正面真ん中の押しを使用するが、DS用ソフト・DS・DSi両対応ソフト・DSi用ソフトのカードの場合は、3DS用ソフトのカードより細かいため、そのまま手で押し抜くこともできる。

### 互換機能
ニンテンドーDSシリーズ用ソフト、およびDS用ソフト・DS・DSi両対応ソフト、DSi用ソフトをプレイできる後方互換機能を搭載している。これに加えて、DSi・DSi LL専用のニンテンドーDSiウェアもそのままプレイできる。これは、前世代機であるDS・DS Lite・DSiが採用していたARM9 + ARM7、およびソフトのフラッシュメモリを搭載しているためである。
カメラ機能を使用したDSi対応・DSiウェアのソフトも利用可能で、3DSのカメラはDS用に切り替わって、解像度などはそのまま利用できる。なお、保存された写真を使用するDSi対応・DSiウェアのソフトでは、本体保存メモリに保存された写真を利用する。
DS・DSi用ソフト（DSiウェア・DSダウンロードプレイ・Wi-Fiコネクション設定を含む）を表示させると、両機種の解像度の相違のため、映像が拡大され、多少ぼやけて表示される。START、またはSELECTボタンを押しながらこれらのソフトを起動すると、画面サイズは小さくなるが、本来の解像度で表示させることができる。また、3DSの上画面は、DSよりワイドになっているため、DSのソフトを表示している時の上画面は、左右に黒い帯が付く。
DS用ソフトの起動中は、3DSの機能が使用できない（ニンテンドー2DS、Newニンテンドー2DS LLと同様、思い出きろく帳は記録されるが、7日分に限られる）。また、HOMEボタンを押すと、ソフトをスリープ状態にしてHOMEメニューに戻るかを尋ねる画面が表示される。この画面上では、輝度調整や省エネモード切替ができ（後述）、調整後「キャンセル」を選ぶか、HOMEボタンを押すと、プレイ画面に復帰する。「OK」を選ぶとHOMEメニューに戻るが、その際にソフトは終了され、セーブしていないプレイデータは失われる。
なお、これまでのゲームボーイ（以下GB）、ゲームボーイカラー（以下GBC）、ゲームボーイアドバンスタイトルとの互換機能はないが、GBとGBC、GBA（アンバサダーのみ）タイトルの一部については、バーチャルコンソールで遊ぶことができる。ただし、GBAソフトとの連動機能やDS振動カートリッジや拡張機器など、GBAスロットに差す外部周辺機器は使用できない（ニンテンドーDSi・ニンテンドーDSi LLと同様）。詳細は任天堂公式サイトを参照。
Newニンテンドー3DSより本体に実装されるNFCによる周辺機器・玩具との連動は、3DS・3DSLL・2DSの場合は無線通信機能をONにした上で、専用のNFCリーダーが別途必須となる。
DSの一部項目での終了時動作の変更
DSi、およびDSi LLでは、DSダウンロードプレイの終了時に「DSiメニューに戻りますか？」というメッセージが表示され、DSiメニューに戻る場合は、電源を落とさずにDSiメニューへ戻れるようになったが、3DSでは「終了しますか？」のメッセージに変更され、DSi・DSi LLと同様に電源を落とさずに3DSメニューに戻れるようになった。また、DSの一部ソフトで「電源を切って終了しますか」の表示が出た場合に、その指示に従った場合は「スリープするとできること」の画面に遷移するようになっている。DSのソフトをプレイ中に3DS本体をスリープモードにしつつ、ゲームカードを抜いた場合は、DSiLL以前のニンテンドーDSのように電源が切れるのではなく、3DSのカセットソフトでゲームカードをスリープ中に抜いた場合と同じように、3DSのホームメニューに遷移される。
ボタン対応表
|            | New 3DS New 3DS LL New 2DS LL         | 3DS 3DS LL 2DS            | DS DS Lite DSi DSi LL |
| ---------- | ------------------------------------- | ------------------------- | --------------------- |
| 十字ボタン | 十字ボタン スライドパッド Cスティック | 十字ボタン スライドパッド | 十字ボタン            |
| A          | A                                     | A                         | A                     |
| B          | B                                     | B                         | B                     |
| X          | X                                     | X                         | X                     |
| Y          | Y                                     | Y                         | Y                     |
| L          | L・ZL                                 | L                         | L                     |
| R          | R・ZR                                 | R                         | R                     |
| START      | START                                 | START                     | START                 |
| SELECT     | SELECT                                | SELECT                    | SELECT                |

### 仕様
| サイズ（閉じた状態）   | - 横：約134.0mm - 縦：約74mm - 厚さ：約21mm - 重量：約235g（バッテリーパック、タッチペン、SDメモリーカードを含む） |
| 画面                   | - 上下画面共に約1677万色表示が可能 - 上画面 - 3.53インチの裸眼立体視機能つきワイド液晶（タッチパネル機能なし、5:3比率） - 800×240ピクセル - 下画面 - 3.02インチのタッチパネル液晶（裸眼立体視機能なし、4:3比率） - 320×240ピクセル |
| カメラ                 | - 内カメラ1個・外カメラ2個搭載 - 解像度はいずれも640×480（30万画素） - 外カメラは立体写真の撮影が可能 |
| 無線通信               | - IEEE 802.11 b/g（2.4 GHz帯）に対応 - ニンテンドー3DS同士の対戦プレイが可能（ローカル通信） - 無線LANアクセスポイント経由でインターネットに接続可能 - セキュリティーを強化（DSi/DSi LL同様、WPA・WPA2に対応） - ユーザーが能動的な操作を行わなくても、スリープ時に自動でニンテンドー3DS同士でデータを交換したり、ネットワークを通じてフレンドリストに登録したフレンドの状況を問い合わせたり（フレンドへの通知は任意設定）、体験版・3D動画などを自動受信する機能や本体自動更新をシステムでサポート（いつの間に通信） - DSi互換モードによって、DS専用ソフト・DSi対応ソフト・DSi専用ソフト・DSiウェアプレイ時、各種通信機能を利用可能（従来のDSシリーズ本体やWiiと通信可能） - 赤外線通信機能がある（過去の任天堂の携帯ゲーム機ではゲームボーイカラーに赤外線通信機能が搭載されたことがある） - NFC（近距離無線通信）は別売り - DS・DSiに続き、Bluetoothは本体側ではサポートしない |
| 入力（操作系）         | - A/B/X/Yボタン・十字ボタン・L/Rボタン・スタート/セレクトボタン - スライドパッド（360度のアナログ入力可能） - タッチスクリーン - マイク - 3つのカメラ（外側に2つの3D用のカメラ、内側の通常のカメラ1個） - モーションセンサー - ジャイロセンサー |
| その他入力             | - 3Dボリューム（3D表示の立体深度を変更可能で、スライド式。レバーが壊れた場合は設定で立体視機能をオフにすることも可能） - HOMEボタン - 無線スイッチ - 電源ボタン - 音量ボタン（スライド式） |
| コネクタ               | - ゲームカードスロット - SDメモリーカードスロット：SDメモリーカード2GB、ならびにSDHCメモリーカード32GBまで対応（UHS-Iおよび64GB以上のSDXCメモリーカードには非対応） - ACアダプタ接続端子 - 充電端子 - ヘッドホン接続端子 |
| サウンド               | - 上画面左右のステレオスピーカー（擬似サラウンド対応） |
| タッチペン             | - 伸縮可能なタッチペンを採用（伸ばした状態で約10cm） |
| バッテリー             | - リチウムイオンバッテリー（のちのWii U Proコントローラー、Nintendo Switch Proコントローラーに流用可能） - 容量：1300mAh - 充電時間：約3時間30分 |
| バッテリー持続時間     | - ニンテンドー3DSソフトをプレイする場合：約3時間 - 5時間 - ニンテンドーDSソフトをプレイする場合：約5時間 - 8時間 |
| ゲームカード           | - ニンテンドー3DS専用ゲームカード - ゲームカードのサイズ（外見）はDSカードとほぼ同等だが、右側面に突起が追加されており従来のDSシリーズ本体には物理的に挿入できないようになっている - 容量は発売時点（2011年2月26日）では2 GBまで。2012年1月26日発売のソフトで4GBが使用された。 |
| CPU                    | - Nintendo 1048 0H ARM（サブ ニンテンドーDS向けソフトとの互換にも用いられる） |
| グラフィックス         | - PICA200 |
| メモリ                 | - 128MB FCRAM |
| プリインストールソフト | - ニンテンドー3DSカメラ - ニンテンドー3DSサウンド - Miiスタジオ - すれちがいMii広場 - ARゲームズ - 思い出きろく帳 - 顔シューティング - ニンテンドーゾーン - インターネットブラウザー - amiibo設定 - テーマショップ（およびテーマカスタム機能） - いつの間に交換日記（2012年5月から2013年11月までは、同梱のSDカードにプリインストールされていた） - 3D体験映像（2012年5月より同梱のSDカードにプリインストール） - その他 |

## 内蔵機能
Mii
Miiを作成するソフト「Miiスタジオ」、ネットワーク経由でMiiの交換などを行う「すれちがいMii広場」が本体に内蔵される。「Miiスタジオ」は、Wiiの「似顔絵チャンネル」に比べて強化され、内蔵カメラで撮った顔写真を分析して、Miiを作成する機能や顔のパーツが増えている。作成したMiiは、QRコードに変換して他のニンテンドー3DS、およびWii Uで取り込むことができるほか、画像ファイルとしても保存できる。
AR（拡張現実）
ニンテンドーDSi専用ソフトにもカメラを活用したものがあるが、3DSではさらに強化され、カメラで撮影した空間とゲームのグラフィックを合成する拡張現実の表現が可能になる。3DS~New2DSLL本体にはARを体験できるミニゲーム集「ARゲームズ」が内蔵される。
ニンテンドー3DS画像投稿ツール
ゲーム内のスクリーンショットをTwitter・Facebookへ投稿できるWebサービス。3Dで投稿されたスクリーンショットは、他の3DSのインターネットブラウザーで閲覧すると3Dで表示される。
2022年10月25日をもってサービス終了。今後は、ブラウザーでFacebookなどに直接アクセスすれば、画像を引き続き投稿できるようになる。
ニンテンドーネットワークID
ニンテンドーネットワーク（NNID）に利用される。ニンテンドーeショップでさまざまなソフトをダウンロードできたり「Miiverse」へ投稿ができたり、お得なキャンペーン情報を受け取ったりすることができる。 また、Wii Uとニンテンドー3DSのニンテンドーeショップの残高を合算し、共有することも可能なサービスとなっている。
2023年3月28日に3DSシリーズ向けのニンテンドーeショップがサービス終了、2024年4月9日にオンラインプレイサービスが終了となり、IDの管理・ソフト更新データ・ダウンロード版の再ダウンロードなど最低限の機能しか利用できなくなった（インターネットを経由しない3DS同士のローカル通信は引き続き使用可能）。
すれちがい通信機能
すれちがい通信機能を本体機能として搭載。従来のDSシリーズでは、あらかじめ対応ゲームを起動させた上ですれちがい通信モードにしておく必要があったが、3DSでは、複数のゲームのすれちがい通信プログラムが本体に常駐し、（電源が入っている間）常時動作し続けるようになる。本体の「おしらせランプ」が緑色に光り、すれちがい通信が発生したことを通知する。すれちがい通信で得た情報などは、ソフトの中断時でも利用可能な「おしらせリスト」にて確認できる。通信の対象ソフトは、最大12種類まで登録が可能で、本体設定から解除することもできる。なお、従来のDS/DSi用ソフトは、従来と同様にゲームを起動しなければならず、ソフトを起動している時は、3DSソフトのすれちがい通信は行われない。
いつの間に通信
3DSのスリープモード中に、自動でニンテンドーゾーンや無線LANアクセスポイントを探索し、情報、ゲームのデータ、無料体験版ソフト、映像などをインターネットより受信し、3DS内に保存する機能（WiiのWiiConnect24に近い）。Wii Uにも、同じ名称の機能が存在する。本体の「おしらせランプ」が青色に光り、いつの間に通信でデータを受信したことを通知する。すれちがい通信と同じく、いつの間に通信で得た情報などは、ソフトの中断時でも利用可能な「おしらせリスト」にて確認できる。3DSのすれ違い通信、後述のいつの間に通信機能を使うには、3DSにSDカードを入れる必要がある。
リージョンコードおよび動画配信の地域制限
「ニンテンドーDSi」から引き続き、リージョンコードが設定されている。使用するDSi専用ソフト（DSi対応ソフト・DSiウェア）および3DS専用ソフト（ダウンロードソフト・3DS用ダウンロードプレイ含む）と本体のリージョンコードが一致しないと、そのソフトを起動することができない。なお、従来のDS専用ソフトには、リージョンコードが設定されていないため、リージョンコードの影響は受けない。
スペシャルMiiのQRコードにも設定されており、本体のリージョンコードと一致しないと、読み込むことができない。
動画配信においても、地域制限が設定されている。ニンテンドーeショップを除く、いつの間にテレビ、およびニンテンドービデオでは、本体のリージョンコードと同一国内の地域でなければ、動画を見ることができない。
いつの間にテレビは2012年6月20日に、ニンテンドービデオは2014年3月31日にサービス終了。

### HOMEメニュー
ニンテンドー3DSを起動すると、HOMEメニューが表示され、3DSに内蔵されている機能や追加したソフトのアイコンが一覧表示される。ソフトアイコンの表示スペースは、300個分まで用意されている。ただし、ニンテンドーDSiウェアは、本体保存メモリが残っていても、最大で40種類までしか追加できない。
1画面に表示されるソフトアイコンの数は、下画面の左上にある「表示数変更」のアイコンをタッチすることで、縦1・横3 - 縦6・横10の6段階に変更することができる。ソフトアイコンの並べ替えは、タッチペンによって自由にできる。ソフトの削除は本体設定内の「データ管理」の項目からできる。
本体バージョン「Ver.4.0.0-7J」（2012年4月25日配信開始分）以降では、フォルダ機能が追加され、ソフトアイコンをフォルダ内で整理できるようになった。フォルダは、最大57個まで作成可能で、1つのフォルダにはソフトアイコンを60個まで収納可能。フォルダアイコンには、任意で付けたフォルダ名の最初の一文字が表示される。当初は「本体設定」「eショップ」「カードソフト」のアイコンは、フォルダーに収納できなかったが「本体設定」「eショップ」については、後の更新で可能となった。
上画面には、ソフトアイコンに対応したグラフィックが表示され、マイクに反応がある（息を吹きかけたり声をかける）と勢い良く回転したり、浮いたりする。上部には、通信状況、その日の歩数 / ゲームコインの枚数（交互に表示）、日付と時刻、バッテリー残量が表示されている。
基本的に本体のHOMEボタンを押せば、プレイ中のソフトを中断したまま、このメニューに戻ることができる。ただしDS用ソフト、DSiウェア、およびバーチャルコンソールのゲームボーイアドバンスソフトのプレイ時は例外で、一度ゲームを終了しないとHOMEメニューに戻ることはできない（前述の通り、HOMEボタンを押すとHOMEメニューに戻るかを尋ねる画面が表示される）。

#### ソフトアイコン
購入時は以下の機能がソフトアイコンとして表示されている。これら13種類の削除は不可能。一部の機能を除いてソフトの取扱説明書が内蔵されており、HOMEメニュー内から「説明書」を選ぶことで、そのソフトの説明を見ることができる。
安全に使用するために
3DSで使用する際の注意を確認できる項目。「3D映像に関するご注意」、「健康上のご注意」、「使用上のご注意」の3項目が含まれている。
ちなみに、Newニンテンドー3DSの同名項目とは別のソフトとして扱われており（New 3DSの場合、3DSとは違い電子説明書のスタイルで、注意事項がより詳しく記載されている）、3DSからNew 3DSにデータ引っ越しをし、なおかつ引っ越す前の3DSと引っ越し後のNew 3DSの双方において「安全に使用するために」を開いた事がある場合、2つの「安全に使用するために」が「思い出きろく帳」（後述）に混在する事となる。
カードスロットアイコン
本体に差し込んだ3DSカードおよびDSカード（DS専用ソフト（ゲームボーイアドバンス用スロットを利用するソフトを除く）・DS・DSi両対応ソフト・DSi専用ソフト）を起動する項目。フォルダへの収納不可。
DSiと同様に差し込んでいるソフトをプレイしている時以外なら、電源を切らずにカードを抜き差ししても認識される。HOMEメニューを表示しているときにカードを挿入すると、自動的にこのアイコンに選択状態が移動する。
なお、3DSカードのソフトをプレイ中にカードを抜くと、フリーズは起こらず、「ゲームカードが抜かれました」の画面が表示される。
ニンテンドー3DSカメラ
3DSに搭載されているカメラで写真や動画を撮影するソフト。DSiウェアで使用できるのは、このソフトで撮影した写真（本体に保存する必要がある）のみ。一部撮影モードでは外側の二つのカメラを両方使用することがある。アルバムからは他の一部対応ゲームでゲーム内を撮影した写真を含めて、SDカード内と本体内の写真を閲覧できる。ブラウザーで写真をアップロードする場合も3DSカメラのUIを一度経由する。
ニンテンドー3DSサウンド
SDカードに入っている音楽ファイルを再生したり、内蔵マイクで声などを録音して遊ぶためのソフト。音楽再生中に流すことのできる画面上のエフェクトはDSiから引き継がれているが一部内容は変更されている。
Miiスタジオ
Miiを作成するためのソフト。
すれちがいMii広場
すれちがい通信でMiiを集めて、交流など様々な機能を楽しむソフト。
ニンテンドーeショップ
ダウンロードソフト（ニンテンドー3DSダウンロードソフト、バーチャルコンソール、ニンテンドーDSiウェア）を購入・ダウンロードしたり、ソフトウェア各種の情報を閲覧するためのソフト。
本体のバージョン「Ver.2.0.0-2J」（2011年6月7日配信分）の更新時に追加されたが、利用するには本体購入時のバージョンが「Ver.2.0.0-2J」以降であっても本体を1度更新しなければならない。
ARゲームズ
3DSのカメラでARカードを認識させ、様々なゲームで遊ぶことができるソフト。本体に同梱されている6枚のARカードを使用する。
顔シューティング
カメラで顔を撮影して、撮影した顔でシューティングゲームが遊べるソフト。
思い出きろく帳
持ち歩いた歩数や遊んだソフトなどを確認できるソフト。歩数は本体をスリープにした状態で持ち歩くことで記録される。
ニンテンドーゾーンビューア
「ニンテンドーゾーン」のサービスを利用するためのソフト。DSiではゾーンを検知するまでソフトが表示されないが、3DSでは最初から表示されている。（ニンテンドーゾーンは2020年2月28日にサービス終了）。
ダウンロードプレイ
ワイヤレス通信（任天堂独自規格によるローカル通信）を使ってソフトをダウンロードして遊ぶ項目。最初に3DS用・DS用かを選択する。「DSダウンロードプレイ」の画面では、初代DSからのGUIが唯一使われている。
本体設定
本体の各種設定を行う項目。ニンテンドーネットワークID設定（本体バージョン「Ver.7.0.0-13J」以降で追加）、インターネット設定、保護者による使用制限、データ管理、その他の設定の5つに分けられている。ソフトの引っ越しはこの項目から行う。
3DS用のインターネット設定のほか、DSソフト用のインターネット設定もできる（Wi-Fi対応のDSソフトにあるWi-Fi設定と同じ）。DSiにあった上級者設定は無いが、機能的には3DS用の設定がこれにあたるため、接続先はDSi同様6つとなる。
「その他の設定」の「ユーザー情報」項目にある「DSソフト用設定」（DS/DSiソフトで使用するコメント・ユーザーカラーを設定する項目）では、画面がDSiの本体設定とほぼ同じデザインとなり、流れるBGMもDSiと同様のものである。
本体背面のバッテリーを取り外すと、日時がリセットされる。
amiibo設定
3DSメニューの下画面の左上から「amiiboの設定」を押して、amiiboに関する設定を開くことができる。設定内でできることはWii Uのamiiboに関する設定機能と同じで「オーナーとニックネームを登録・変更する」「amiiboゲームデータを消去する」「amiiboを初期化する」の3つである。3DSの機種によっては3DSシリーズ専用のNFCリーダ・ライターが必要。このアプリはホーム上に並べられるアイコンのあるアプリではないが「思い出きろく帳」ではアイコンのあるアプリの一つとして扱われる。

#### ソフトアイコン以外
以下の機能はソフトアイコンとは別に、HOMEメニューに設置されており、HOMEメニューが表示されている間であれば、いつでも利用することができる。
ゲームメモ
手書きのメモを取ることができる機能。ソフトをプレイしている途中に中断して、中断中の画面を見ながらメモを取ることもできる。起動時に専用の効果音が流れる。起動していたゲームのスクリーンショットを見ることは可能だが、メモへの取り込みやスクリーンショットの保存は不可能。
フレンドリスト
フレンド登録したプレーヤーのリスト。お互いにオンライン環境にあれば、相手がプレイしているソフトを見ることができる。相手が同じソフトをプレイしていれば、合流することもできる。また、16文字以内で「ひとことコメント」を入力することもできる。
お知らせリスト
成功した「すれちがい通信」の情報や、「いつの間に通信」でソフトごとに受信されたメッセージを確認できる機能。購入直後には使い方を簡単に説明するおしらせが届く。
インターネットブラウザー
インターネットを接続して、Webサイトなどを見ることができる機能。Wiiまでのブラウザ規格と異なり、3DSのブラウザの規格はACCESSのNetFront Browser。本体のバージョンを「Ver.2.0.0-2J」以降に更新することで追加される。DSi内のニンテンドーDSiショップから無料でダウンロードするニンテンドーDSiブラウザーと異なり、内蔵機能扱いであるため消去されることはない。
DSiブラウザーと比べると通信速度や描画速度が向上し、新たに3D対応画像を閲覧・保存・アップロードできるようになった。動画・音声・Adobe Flashの表示に対応していない点はそのまま。
お気に入りは64件まで登録可能で、サイト閲覧履歴は32件まで保存可能（32件を超えると一番古い履歴から順に自動的に削除される）。閲覧履歴・Cookieはインターネットブラウザーを終了しても保持される。ただし、動画配信、総合ダウンロードサイト、SNS、会員用掲示板などでは使えない機能がある。
なお、ニンテンドーゾーンでの3DSのインターネットブラウザーサービスは2013年12月10日をもって終了している。
Miiverse
本体のバージョンを「Ver.7.0.0-13J」以降に更新することで追加される。Miiを使ったミニブログ形式の新しいコミュニケーションサービス。3DS版では、オフラインの際に下書き投稿を3件まで保存できる機能がある。2017年11月8日15:00にサービス終了。
カメラモード（アプリケーションではなく内蔵機能）
カメラで写真を撮影する機能。起動方法は当初、HOMEメニュー表示時にL/Rボタンのいずれかを押すことで起動するものだったが、本体のバージョン「Ver.4.0.0.7-J」以降はL/Rボタンのいずれかを長押しする仕様となり「Ver.7.0.0-13J」以降はL/Rボタンを同時押しすることで起動するようになった。ここで使用できるカメラの撮影モードは、通常の撮影モードと「合体カメラ」のみである。本体のバージョン「Ver.2.0.0-2J」以降はQRコードを読み込む機能が追加された。
撮った写真を閲覧したり、さまざまな撮影機能を利用するときは、前述の3DSカメラを立ち上げる必要がある。
なお、中断中のソフトがカメラを使用している場合、カメラモードを起動できない。

#### 追加ソフト・機能
本体に内蔵されているソフト以外にも、新しく無料のソフトが不定期に追加された。同梱のSDカードにいくつかが内蔵されている。新しい機能はニンテンドーeショップからダウンロードする。
いつの間に交換日記
「フレンド」同士で手軽に手書きの日記をやりとりできるソフト（2012年5月より同梱のSDカードに内蔵。2013年11月1日にいつの間に通信によるサービスを停止したためかつての日記の閲覧のみが可能な状態）。ほぼ同じ日記を書くことができる後継アプリケーションは「イラスト交換日記」。
3D体験映像
2分11秒の3Dムービーソフト。3DCGで作られた自然などの映像が収録されている。
2012年5月より同梱のSDカードに内蔵されていたが、ある時期の出荷分からは下記の3D体験映像2に変更された。
一般配信はされていないが、2012年7月11日から8月9日までニンテンドービデオで配信されていた。
3D体験映像2
3DCGで作られた紙飛行機が飛んでいく映像が収録されている。
上記の3D体験映像に替わって内蔵されるようになった。
こちらも一般配信はされていないが、2013年5月15日から6月25日までニンテンドービデオで配信されていた。これら２つの3D体験映像はニンテンドーeショップから再ダウンロードが可能である。
テーマ機能
2014年10月より追加された壁紙（テーマ）機能。3DSには最初から5種類のテーマが入っている。3DSのHOMEメニューを着せ替えてカスタマイズすることが出来る。専用の効果音やBGMが鳴るものもある。テーマショップもテーマ機能のメニューから遷移でき、ニンテンドーeショップの残高を使って購入できる。同様に、OSにデータを保存する範囲で3DSのホーム画面を飾ることができる無料アプリに「バッジとれーるセンター」が存在する。
ダウンロード版にセーブデータを移動
2013年に追加。同一タイトルの作品においてカセット版のセーブデータをダウンロード版のソフトに転送するためのアプリケーション。移動実行前にニンテンドーネットワークの認証が必要なことから、2024年4月以降は利用できなくなった。

## 本体バリエーション
以下の記述は、特記事項のない限りは日本国内での発売日。
2011年2月26日発売時の本体カラーは2種類。型番はCTR-001。
付属品は以下の通り。
- ニンテンドー3DS専用充電台 1台
- ACアダプタ (WAP-002) 1個：ニンテンドーDSi、ニンテンドーDSi LL用ACアダプタと同一のものである。
- ニンテンドー3DS専用タッチペン 1本
- SDメモリーカード（2 GB）[注 17] 1個：あらかじめ3DS本体に挿入されている。
- ARカード 6枚
- かんたんスタートガイド 1枚
- 取扱説明書 1冊
- 保証書 1冊

### カラーバリエーション
- 通常版

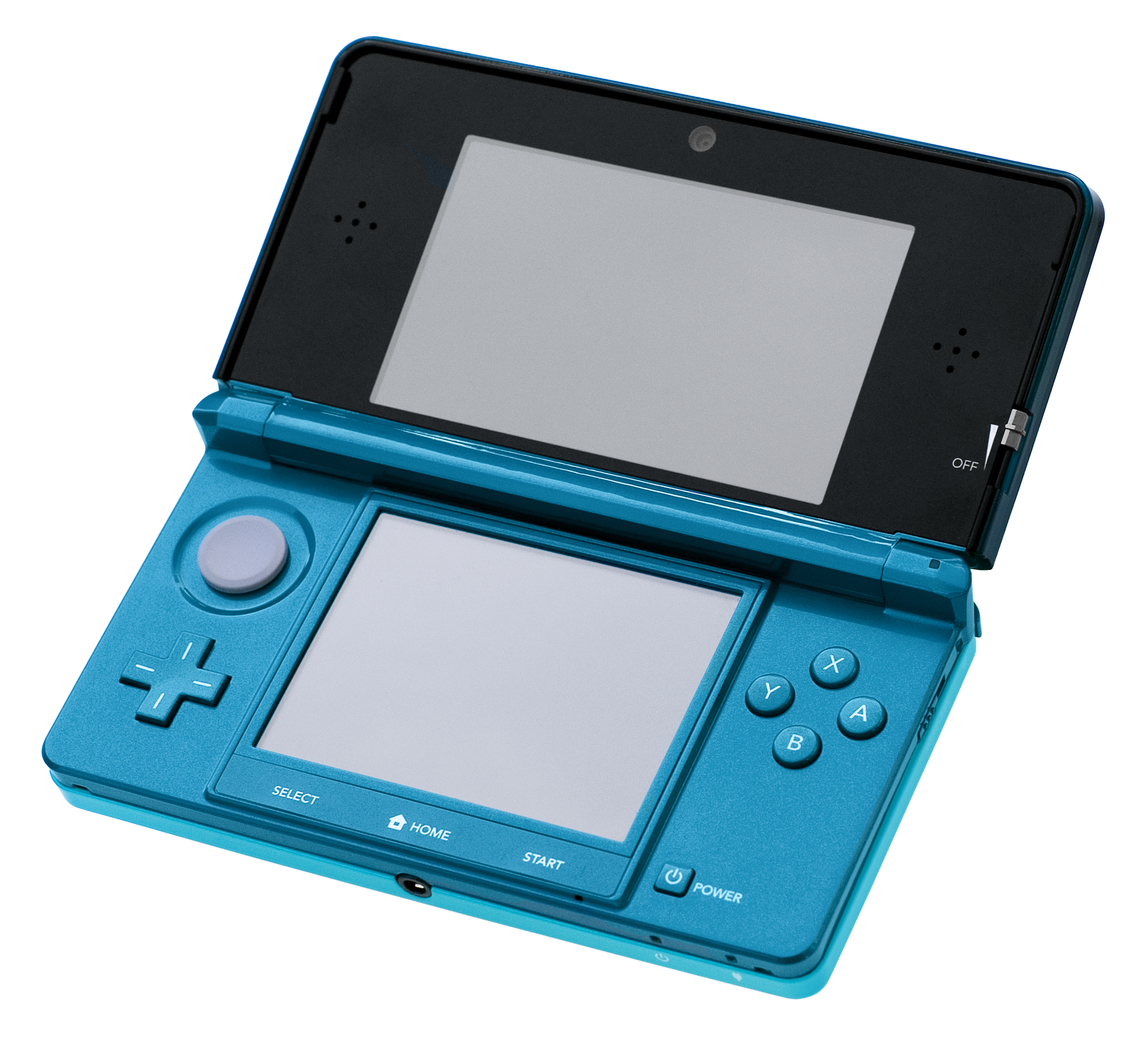
アクアブルー
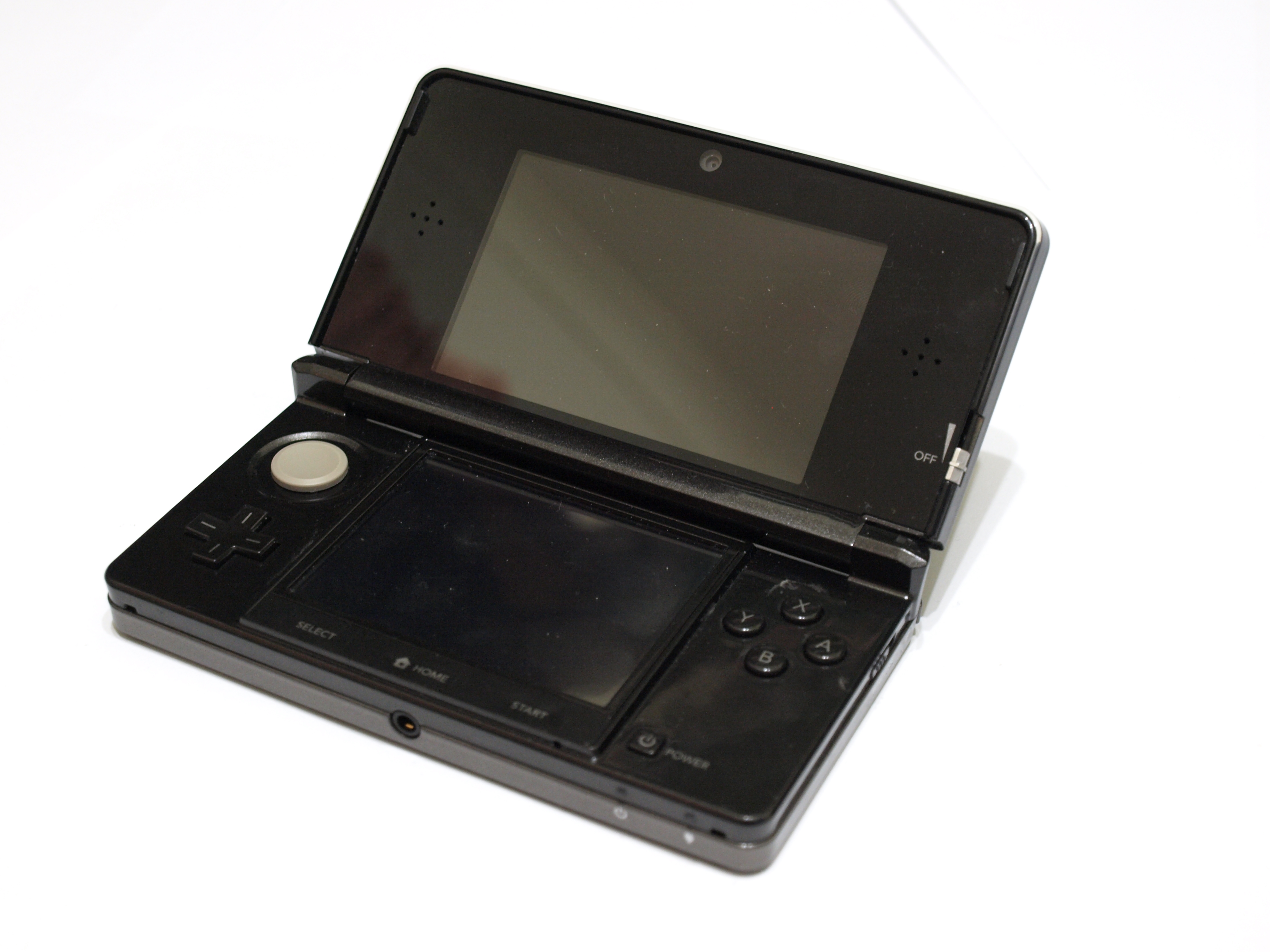
コスモブラック
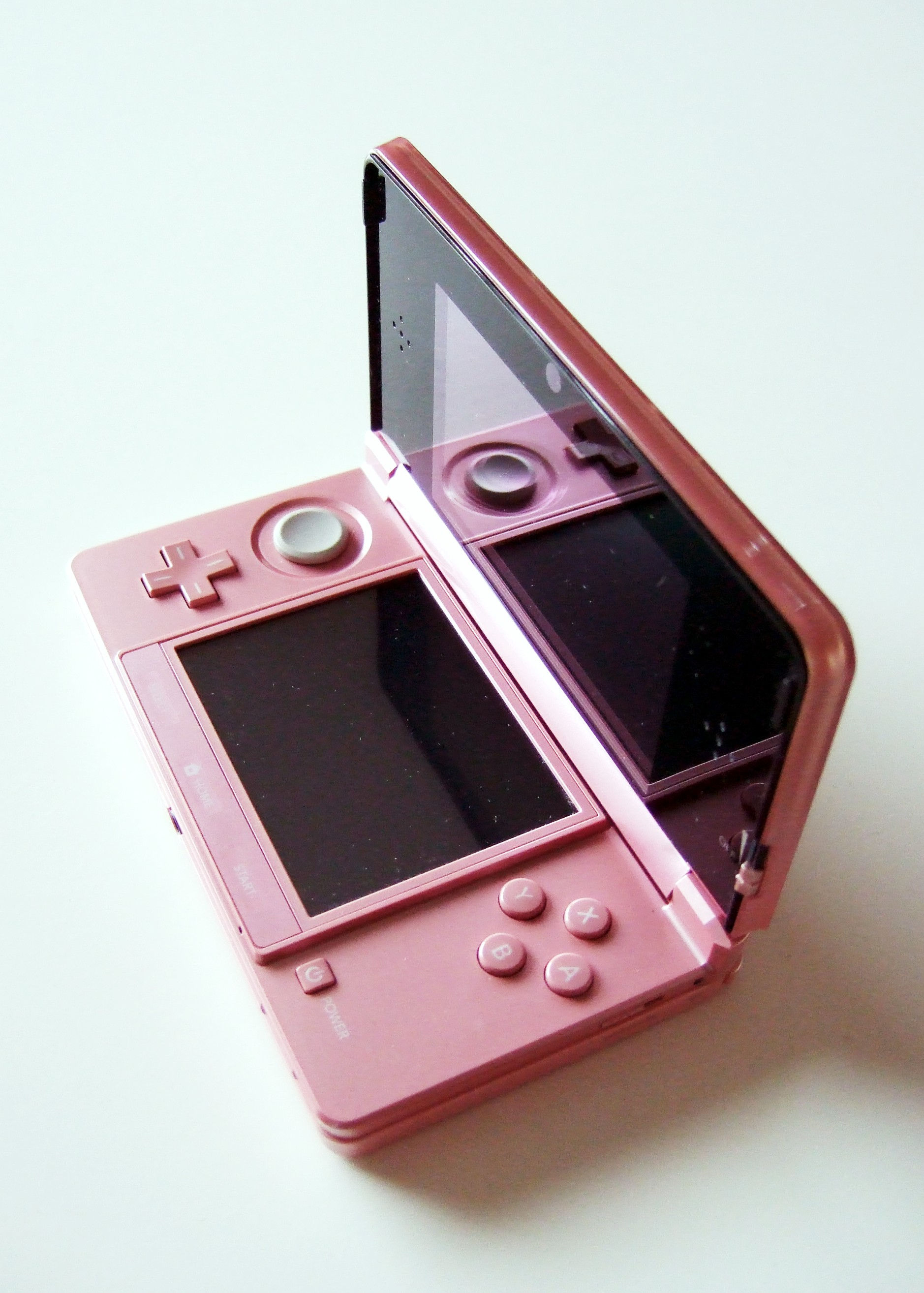
ミスティピンク

- - アクアブルー（2011年2月26日 - 2012年8月）
  - コスモブラック（2011年2月26日 - 2013年10月）
  - フレアレッド（2011年7月14日 - 2012年11月）
  - ミスティピンク（2011年10月20日 - 2013年7月）
  - アイスホワイト（2011年11月3日 - 2013年10月）
  - コバルトブルー（2012年3月22日 - 2013年7月）
  - ライトブルー（2013年3月20日 - 2016年末）
  - グロスピンク（2013年3月20日 - 2016年末）
  - メタリックレッド（2013年6月13日 - 2016年末）
  - ピュアホワイト（2013年10月10日 - 2016年末）
  - クリアブラック（2013年10月10日 - 2016年末）

ミスティピンクとアイスホワイトには「スーパーマリオ 3Dランド」を同梱した「スーパーマリオ 3Dランド パック」や、コスモブラックとフレアレッドには「モンスターハンター3G」を同梱した「モンスターハンター3G はじめてハンターパック」が発売されており、「スーパーマリオ 3Dランド パック」にはセット特典として、バーチャルコンソールの「スーパーマリオブラザーズ」がSDメモリーカードにプリインストールされている。
- 限定モデル

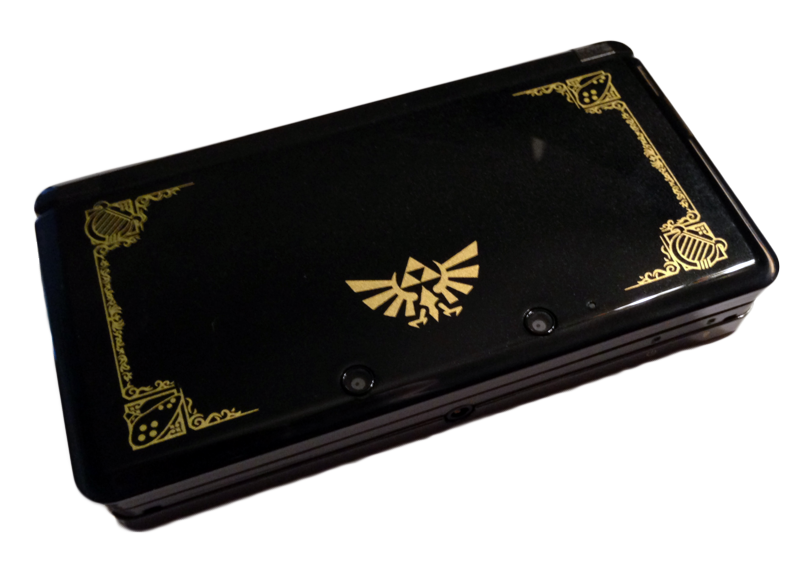
ゼルダの伝説25周年エディション

- - ゼルダの伝説25周年エディション（2011年12月5日発売）
    - 任天堂オンライン限定販売。

  - モンスターハンター 3Gオリジナルデザイン（2011年12月10日発売）
    - アイスホワイトの3DSに「monster hunter 3G」の文字とブラキディオスの紋章が描かれている。
    - 「モンスターハンター 3G」（スペシャルパック）に同梱。

  - シャア専用ニンテンドー3DS（2011年12月22日発売）
    - 「SDガンダム Gジェネレーション3D」（PREMIUM BOX）に同梱。

  - ちょっとマリオなニンテンドー3DS
    1. マリオ
    2. ピーチ
    3. スーパーキノコ

    - クラブニンテンドー限定抽選プレゼントで各1,000台。2011年10月1日から2012年1月15日までの間に、ニンテンドー3DSパッケージソフトのポイントをクラブニンテンドーで登録すると、ソフト2本につき1口、最大5口まで応募できた。

  - NEWラブプラス限定モデル（2012年2月14日発売）
    1. マナカデラックス
    2. リンコデラックス
    3. ネネデラックス

    - 「NEWラブプラス」のコナミスタイル限定版各種に同梱。それぞれのキャラクターが描かれている。抽選販売。

  - Snake Comouflage仕様ニンテンドー3DS（2012年3月8日発売）
    - 「メタルギア ソリッド スネークイーター3D」（PREMIUM PACKAGE）に同梱。抽選販売。

  - キングダム ハーツ 3D限定モデル（2012年3月29日発売）
    - 「キングダム ハーツ 3D」（KINGDOM HEARTS EDITION）に同梱。

  - ファイアーエムブレム 覚醒オリジナルデザイン（2012年4月19日発売）
    - 「ファイアーエムブレム 覚醒」（スペシャルパック）に同梱。任天堂オンライン限定販売。

  - ドラゴンクエストモンスターズ テリーのワンダーランド3D限定モデル（2012年5月31日発売）
    - 「ドラゴンクエストモンスターズ テリーのワンダーランド3D」（スペシャルパック）に同梱。

  - モンスターハンター4 オリジナルデザイン（2013年11月14日発売）
    - 「モンスターハンター4 ハンターパック（ソフトはDL版）」に同梱
- 海外版
  - ミッドナイトパープル（2012年5月20日 - ）北米のみ
  - セルリアンブルー（2012年9月28日 - ）台湾・香港
  - シマーピンク（2012年9月28日 - ）台湾・香港

### 開発支援機器
本項目にて述べる機器やツールは一般向けには販売が行われておらず、ゲーム開発会社、流通、出版社などの業務上必要と認められた一部の会社に販売された「開発・検証機」となる。
京都マイクロコンピュータ
PARTNER-CTRシリーズ -「デバッガ」「キャプチャー」「キャプチャーデバッガ」で構成される。
インテリジェントシステムズ
IS-CTR-DEBUGGER - プログラム開発支援システム
IS-CTR-EMULATOR
IS-CTR-BOX - 開発カード書き込みシステム
IS-CTR-ImageTool - 画像変換ツール
IS-CTR-SoundStreamer - サウンド支援ツール
IS-CTR-MediaFiler - メディアファイラー
IS-CTR-VSENV - 統合開発環境アドイン

## 周辺機器

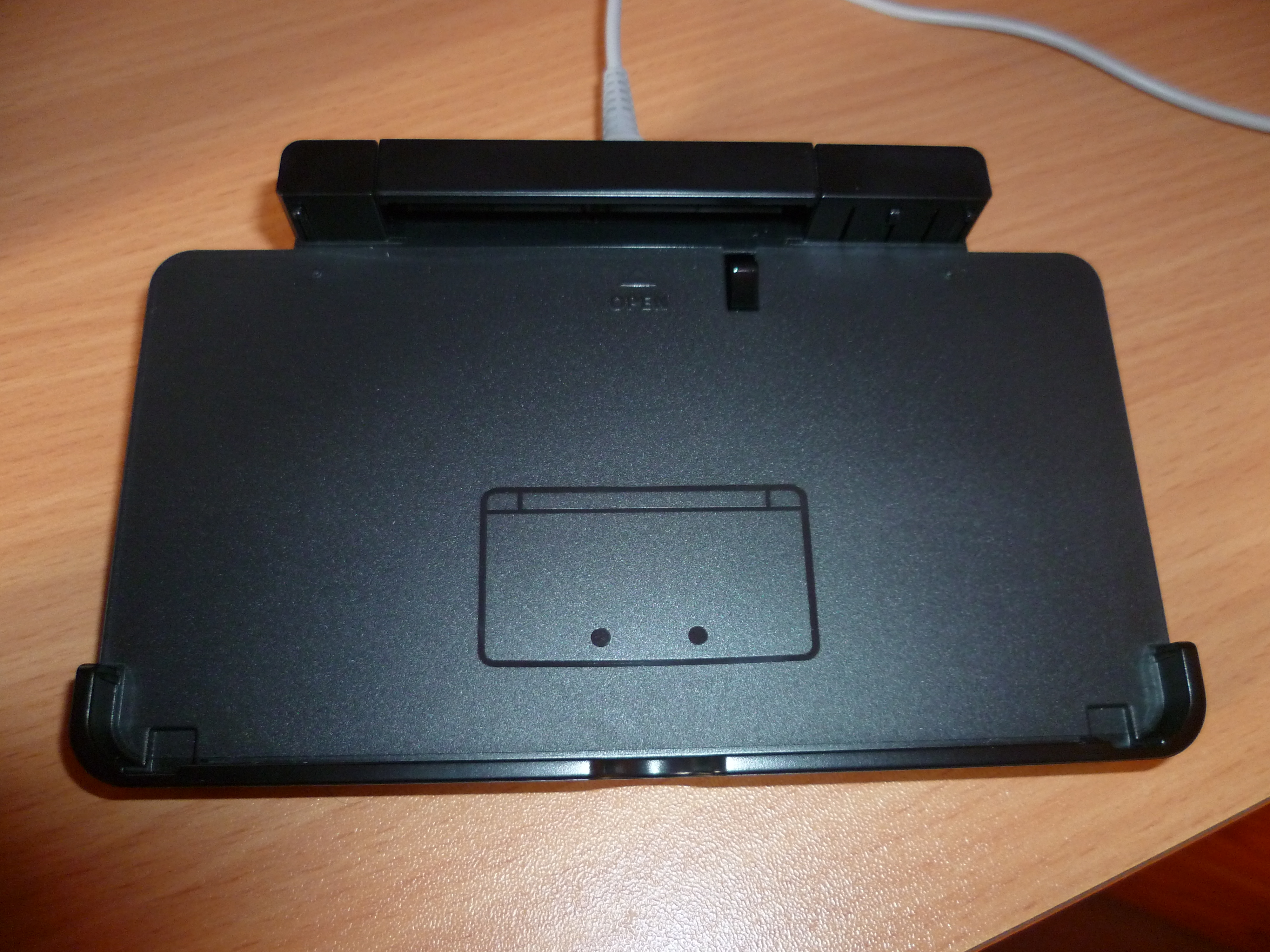
ニンテンドー3DS専用充電台（CTR-007）
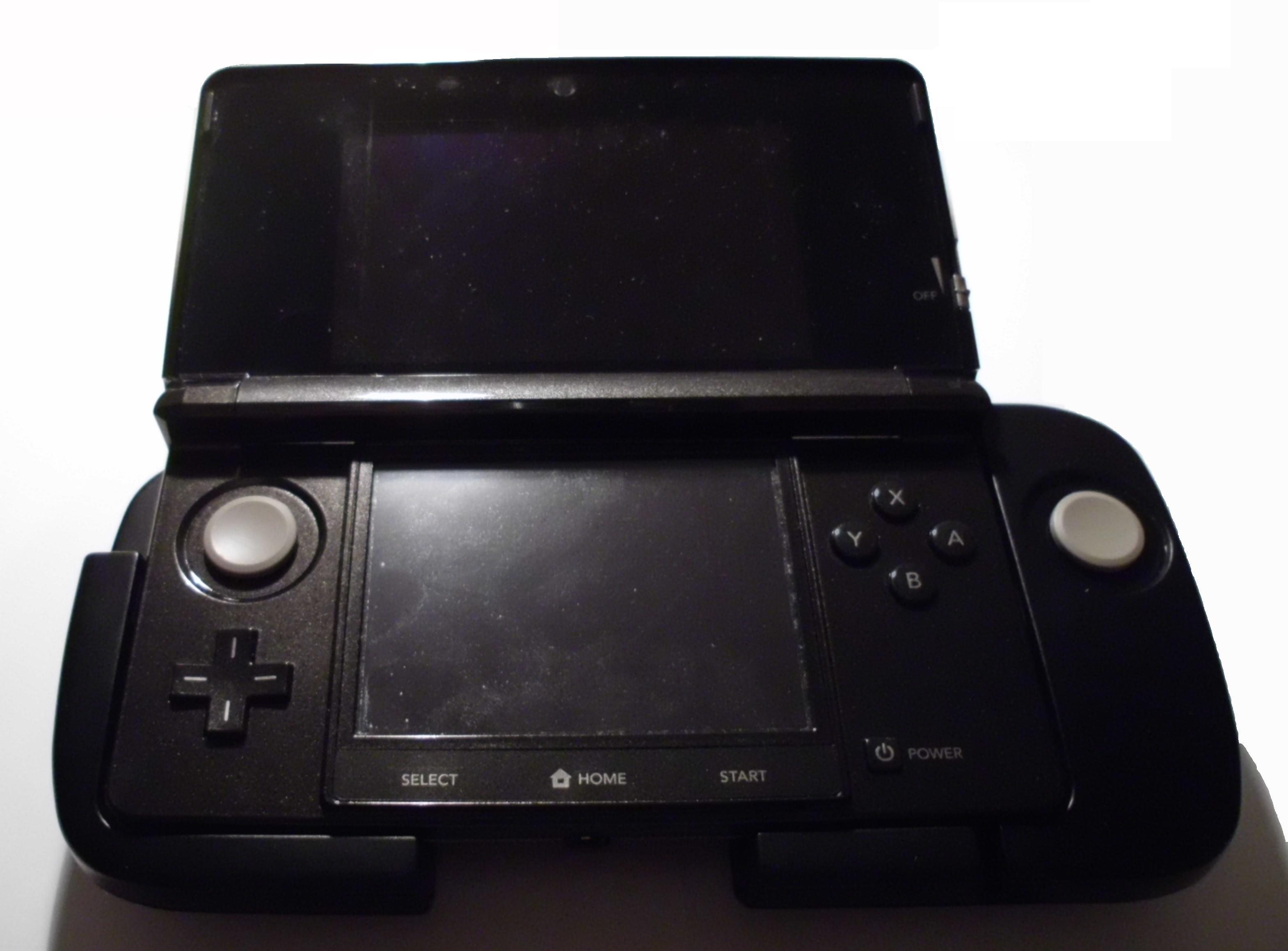
ニンテンドー3DS専用拡張スライドパッド（CTR-009）
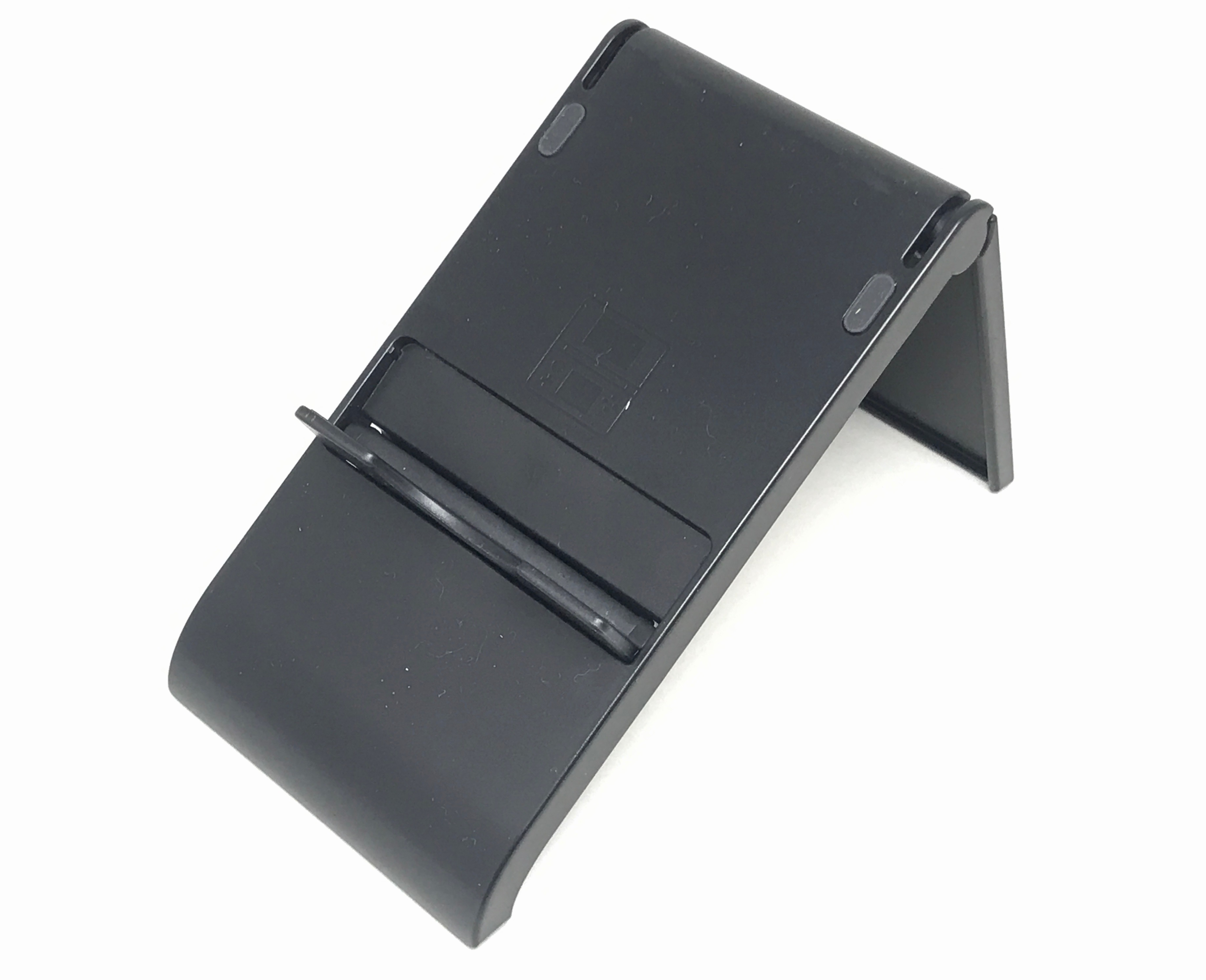
ニンテンドー3DS専用スタンド（CTR-010）
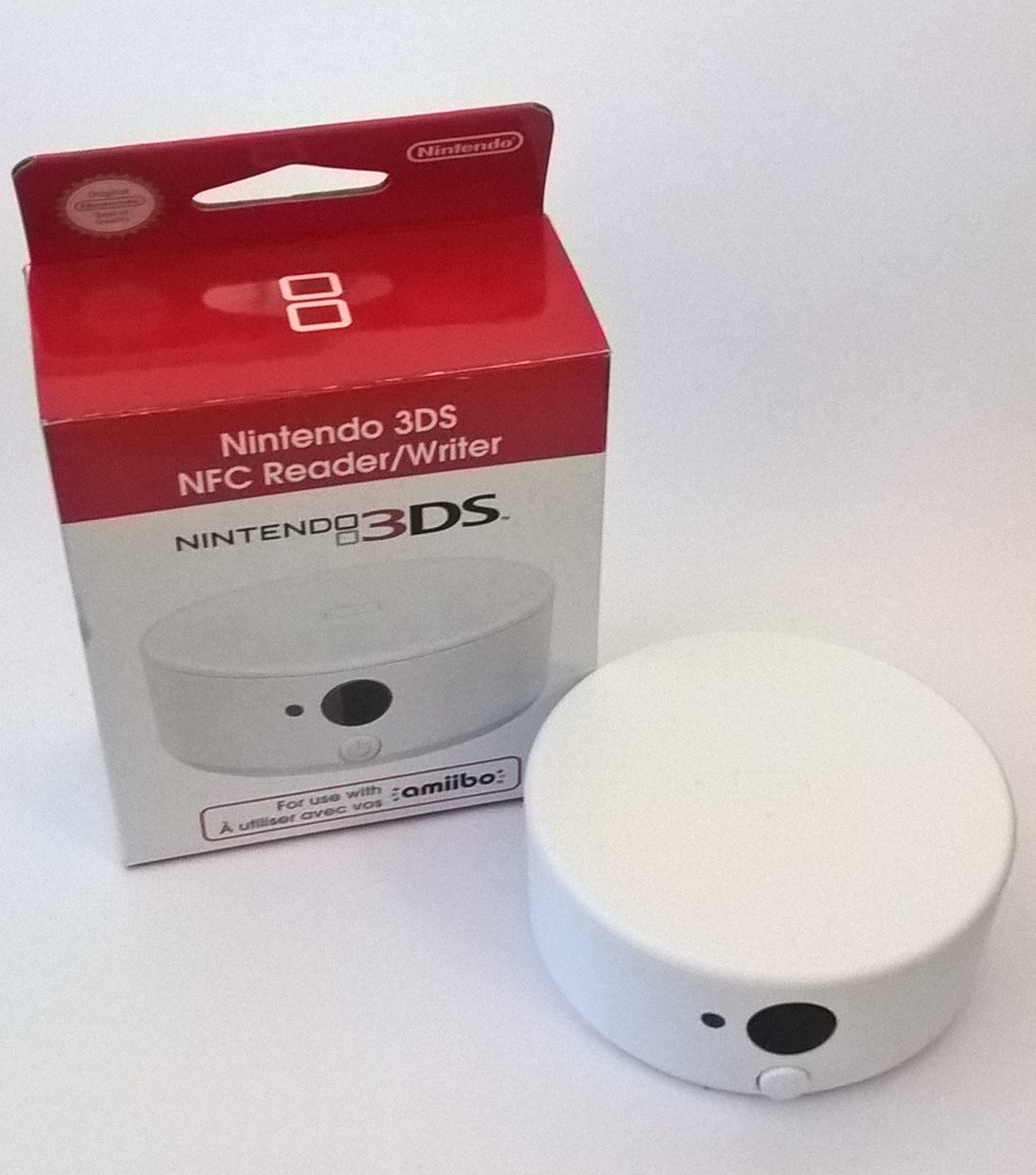
ニンテンドー3DS NFCリーダー/ライター（CTR-012）

| 型番         | 名称                                  | 備考 |
| ------------ | ------------------------------------- | --- |
| WAP-002      | ACアダプタ                            | 本体への電源供給、および内蔵充電池の充電を行うためのACアダプタ。ニンテンドーDSi・ニンテンドーDSi LL・ニンテンドーWi-Fiネットワークアダプタ・ニンテンドー3DS・ニンテンドー3DS LL・Newニンテンドー3DS・Newニンテンドー3DS LL・ニンテンドー2DS・Newニンテンドー2DS LL・Wiiリモコン急速充電台の10機種で利用可能。ニンテンドー3DSや、2013年11月28日発売のニンテンドー3DS LL リミテッドパックには同梱されている。3DS LLには同梱されていない。店頭で購入できる。 |
| CTR-003      | バッテリーパック                      | 3DS専用。本体内蔵のほか、任天堂ホームページからも購入できる。ニンテンドー2DS・Wii U PROコントローラー（WUP-005）でも使用可能。Nintendo Switch Proコントローラー（HAC-013）のバッテリーとしてもこれが使用されている。 |
| CTR-004      | タッチペン                            | 3DS専用。70から102mmの間で伸縮でき、使用していない時は本体に収納可能。本体同梱。 |
| CTR-005      | 3DSカード                             | カードのみの販売はない。色は白（New 3DS専用ソフトも同じ）。側面に突起があり、ニンテンドーDSi LL以前の本体には挿入できない。 |
| CTR-006      | 3DSカードケース                       | レイティングによって色分けされている。CERO A、Bはケースの色は白、CERO C、D、Zのケースの色は黒となっている。ソフトに付属。DSカードケース（NTR-006）とは違い、サイズの幅が2 mm短くなっている。ソフトに付属。 |
| CTR-006(-01) | 3DSカードケース18                     | クラブニンテンドーの景品。3DSカードケースと同サイズであり18本のソフトを収納できる。 |
| CTR-007      | ニンテンドー3DS専用充電台             | ACアダプタを接続し、本体を置いて充電する。本体同梱。 |
| CTR-008      | CTR FLASH CARD                        | 開発機用。 |
| CTR-009      | ニンテンドー3DS専用拡張スライドパッド | 本体に取り付けるとスライドパッドとボタンが追加される。対応ソフトでのみ使用可能。要単4電池（動作確認用にアルカリ電池一本付属）。本体とは赤外線で通信を行う。付属の専用ストラップが同梱されている。 |
| CTR-010      | ニンテンドー3DS専用スタンド           | すべてのニンテンドー3DSシリーズで使用可能。本体を置いてプレイできる折りたたみ式のスタンド。3DSソフト新・光神話 パルテナの鏡に同梱されているほか、店頭で単品でも購入できる。 |
| CTR-012      | ニンテンドー3DS NFCリーダー/ライター  | 3DS、3DS LL本体と赤外線通信をすることでamiiboを読み書きできるリーダーライター。交通系電子マネーの決済には対応していない。単三乾電池が2本必要。 |
| RVL-020      | SDメモリーカード512 MB                | 市販されているSDメモリーカードと機能は同じであるが、この容量の製品は多くが生産を終了している。 |
| RVL-033      | SDメモリーカード2 GB                  | 市販されているSDメモリーカードと機能は同じである。なお、3DS本体同梱の2 GB SDメモリーカードはこれではなく、東芝やサンディスクなど、メーカー品がランダムで使用されている。 |
| RVL-037      | SDHCメモリーカード8 GB                | 別売（2011年12月上旬発売）。SDスピードクラス4に準拠する市販のSDHCメモリーカードと機能は同じである。 |
| RVL-038      | SDHCメモリーカード16 GB               | 別売（2011年12月上旬発売）。SDスピードクラス4に準拠する市販のSDHCメモリーカードと機能は同じである。 |
| KTR-011      | microSDHCメモリーカード16 GB          | New 3DS・New 3DS LL用として発売されたmicroSDカード。アダプターを使用することでDSi・DSi LL・3DS・3DS LL・2DSでも使用可能。 |
| KTR-012      | microSDHCメモリーカード32 GB          | New 3DS・New 3DS LL用として発売されたmicroSDカード。アダプターを使用することでDSi・DSi LL・3DS・3DS LL・2DSでも使用可能。 |
| KTR-013      | microSDカードアダプター               | KTR-011・012に付属するmicroSDカードをSDカードに変換するアダプター。DSi・DSi LL・3DS・3DS LL・2DSでmicroSDカードを使用する場合必要。 |
| CX*-CTR-S-C0 | ARカード                              | 6種類あり、型番の*部分が異なる。A：?（はてなマーク）、B：マリオ、C：リンク、D：カービィ、E：サムス、F：ピクミン。本体同梱のほか、任天堂ホームページから購入したり、PDFデータをダウンロードできる。クラブニンテンドーのグッズとして「等身大MiiさつえいARカード」（約73 cm×46 cm）をポイント交換で入手できた。 |

## 関連モデル

### ニンテンドー3DS LL
Electronic Entertainment Expo 2012（以降E3）が開催される数日前に、日経が「任天堂、新型Wii多機能に カーナビ・電子書籍 スマホに対抗」の見出し記事を掲載し、Wii Uにカーナビ・電子書籍などの機能を搭載するという情報と、ニンテンドー3DS LLの情報をE3で発表するかのように報道した。
これを受けて任天堂は、「（日経にあるE3でWii U関連の情報とニンテンドー3DS LLの情報を発表は）当社が発表したわけではなく、数多くの間違いが含まれた日経の全くの憶測記事である」旨のニュースリリースを発表する。
任天堂は「日経記事にはWii U関連の情報を含めて多くの間違いがあり、憶測である」と発表しただけであり、ニンテンドー3DS LLの発表自体を否定したわけではないが、ゲームのニュースを配信しているインサイドなどのインターネットメディアは、日経が発表した記事の「ニンテンドー3DS LL」の部分のみを抽出し記事にしたため、任天堂のニュースリリースを見た一部のネットユーザーに「ニンテンドー3DS LLは発売されないのではないか?」との誤解を生じさせた。
またインサイドは先述の記事の他にも、E3終了後に任天堂の宮本茂が海外サイトのインタビューを翻訳したとされる記事を掲載し、その見出しは「任天堂宮本氏『ニンテンドー3DS LLは今後発売しない』」となっている。しかし、記事内容は一行目から「ニンテンドー3DS LLは今後も発売されない可能性を示唆」となっている（※6月22日夜に該当記事削除、その後再度掲載し、訂正の文字が書き足されている）。なお、当該インタビュー内において宮本は「3DS LLは発売しない」との明確な発言はしていない。
その後、2012年6月22日にNintendo Direct 2012.6.22で「ニンテンドー3DS LL」の発売を発表。同年7月28日に発売された。
2012年12月1日に中国（神游科技での発売）で3DS XLのみ発売。

#### 3DS LLの仕様
通常の3DSからの変更点は以下の通り。
- 基本性能は#ハードウェア、#仕様を参照
  - 電源ボタンの形状と出っ張り。
  - SELECT・HOME・START、各ボタンがシートボタンから独立したボタンに。
  - 3Dスライダーで立体視をゼロ位置（2D）にした時にスライダーが軽く固定される。
  - 液晶画面の固定角度が1段階増えている。
  - 液晶側上部にボタン類と画面が触れないためのゴムの突起。
  - タッチペン収納が後側面中央やや左から右側面に変更。形状も伸縮しない1本の物になった（長さ96mm）。
  - SDカードの挿入場所が左側面から右側面に変更。
  - イヤホンジャックが中央手前から前側面左端に変更。

| サイズ（閉じた状態） | - 横：約156.0mm - 縦：最長：約102mm、最短：91mm - 厚さ：上画面：7mm、下画面：15mm - 重量：約336g（バッテリーパック、タッチペン、SDメモリーカードを含む）                                                                           |
| 画面                 | - 上下画面共に約1677万色表示が可能 - 上画面 - 4.88インチの裸眼立体視機能つきワイド液晶（タッチパネル機能なし、5:3比率） - 800×240ピクセル - 下画面 - 4.18インチのタッチパネル液晶（裸眼立体視機能なし、4:3比率） - 320×240ピクセル |
| タッチペン           | - 専用タッチペン（9.6cm） |
| バッテリー           | - リチウムイオンバッテリー - 容量：1750mAh - 充電時間：約3時間30分 |
| バッテリー持続時間   | - ニンテンドー3DSソフトをプレイする場合：約3時間30分 - 6時間30分 - ニンテンドーDSソフトをプレイする場合：約6時間 - 10時間 |

#### 3DS LL本体
2012年7月28日発売時の本体カラーは3種類。型番はSPR-001。希望小売価格は18,900円（税込）。ACアダプタ（DSiシリーズや3DSと共用）、専用充電台は別売。同時にパッケージソフトのダウンロード版の販売（詳細は上述）が開始された。ホワイトは最後まで生産されていた。2015年末頃に全色生産終了。
付属品は以下の通り。
- ニンテンドー3DS LL専用タッチペン 1本
- SDHCメモリーカード（4 GB）1個
- ARカード 6枚
- かんたんスタートガイド 1枚
- 取扱説明書 1冊
- 保証書 1冊

また本体のカラーバリエーションは以下の通り。
- 通常版
  - ホワイト (2012年7月28日発売）
  - レッド×ブラック (2012年7月28日発売）
  - シルバー×ブラック (2012年7月28日発売）
  - ピンク×ホワイト（2012年9月27日発売）
  - ブルー×ブラック（2012年10月11日発売）- 海外では2012年7月28日に発売された。
  - ブラック（2012年11月1日発売）
  - ミント×ホワイト（2013年4月18日発売）

また、ブラックと付属のSDカード内に「モンスターハンター3G」のダウンロード版をプリインストールした「ニンテンドー3DS LL モンスターハンター3G パック」が2012年11月1日より期間限定で販売された。
- 限定モデル
  - ピカチュウイエロー（2012年9月15日発売）
    - ポケモンセンター限定発売 - 予約のみの全額前金制で、発売日当日の販売は無し。トーキョー・ナゴヤ・オーサカでは予約受付開始日の8月25日に、その他の店舗も翌日の8月26日に予約受付を終了した。

  - とびだせ どうぶつの森オリジナルデザイン（2012年11月8日発売）
    - 「ニンテンドー3DS LL とびだせ どうぶつの森パック（ソフトはDL版）」に同梱。

  - New スーパーマリオブラザーズ 2オリジナルデザイン（2012年11月15日発売）
    - 「ニンテンドー3DS LL New スーパーマリオブラザーズ 2パック（ソフトはDL版）」に同梱。

  - リザードンエディション（2012年12月15日発売）
    - ポケモンセンター限定。抽選発売。

  - スーパーロボット大戦UXオリジナルデザイン（2013年3月14日発売）
    - 「ニンテンドー3DS LLスーパーロボット大戦UXパック」に同梱。

  - トモダチコレクション 新生活オリジナルデザイン（ミント×ホワイト）（2013年4月18日発売）
    - 「ニンテンドー3DS LL トモダチコレクション 新生活パック（ソフトはDL版）」に同梱。

  - 真・女神転生IVオリジナルデザイン（2013年5月23日発売）
    - 「真・女神転生IV 限定モデル（ソフトはDL版）」に同梱。

  - イーブイエディション（2013年6月22日発売）
    - ポケモンセンター限定。抽選発売。

  - THE YEAR OF LUIGI仕様（2013年7月18日発売）
    - 「ルイージ30周年パック」（マリオ&ルイージRPG4 ドリームアドベンチャー（ソフトはDL版）とのセット）に同梱。

  - モンスターハンター4 オリジナルデザイン（2013年9月14日発売）
    - モンスターハンター4スペシャルパック（ゴア・マガラブラック、アイルーホワイトの2種）に同梱

  - ポケットモンスター X・Yオリジナルデザイン（2013年10月12日発売）
    1. ゼルネアス・イベルタル ブルー
    2. プレミアムゴールド

    - 「ニンテンドー3DS LL ポケットモンスター X、またはポケットモンスター Yパック（ソフトはDL版）」に同梱。プレミアムゴールドのみ、ポケモンセンターとアマゾン限定販売。

  - ワンピース アンリミテッドワールド レッドオリジナルデザイン（2013年11月21日発売）
    - ワンピース アンリミテッドワールド レッド アドベンチャーパック（ルフィレッド、チョッパーピンクの2種）に同梱。

  - ニンテンドー3DS LLオリジナルデザイン（2013年11月8日発売）
    1. マリオホワイト
    2. マリオシルバー

    - フレッツ光 1000万契約突破キャンペーン限定モデル（ACアダプタ同梱）。フレッツ光メンバーズクラブ会員各50台限定販売。また、フレッツ光に新規申し込み限定で各100台販売。

  - ニンテンドー3DS LL限定カラー（2013年11月28日発売）
    - ニンテンドー3DS LL リミテッドパック（オレンジ×ブラック、ターコイズ×ブラックの2種でACアダプタ・クリーニングポーチが新たにセット）

  - ゼルダの伝説 神々のトライフォース2オリジナルデザイン（2013年12月26日発売）
    - 「ゼルダの伝説 神々のトライフォース2 パック」（ゼルダの伝説 神々のトライフォース2（ソフトはDL版）とのセット）に同梱。

  - ドラゴンクエストモンスターズ2 イルとルカの不思議なふしぎな鍵オリジナルデザイン（2014年2月6日）
    - 「ドラゴンクエストモンスターズ2 イルとルカの不思議なふしぎな鍵」スペシャルパックに同梱。

  - NEWラブプラス+コンプリートセット（2014年3月27日発売）
    1. マナカデラックス
    2. リンコデラックス
    3. ネネデラックス

    - 「NEWラブプラス+」の限定版各種に同梱。それぞれのキャラクターが描かれている。

  - モンスターハンター4限定カラー（2014年3月27日発売）
    - 「モンスターハンター4 ラージャンゴールド」限定モデル（ACアダプタとのセット）に同梱（ソフトは含まれていない）。

  - シアトリズム ファイナルファンタジー カーテンコールオリジナルデザイン（2014年4月24日）
    - 「シアトリズム ファイナルファンタジー カーテンコール」シアトリズムエディション（ソフトはDL版）に同梱。

  - ペルソナQ シャドウ オブ ザ ラビリンスオリジナルデザイン（2014年6月5日発売）
    - 「ペルソナQ シャドウ オブ ザ ラビリンス スペシャルパック」（ペルソナQ シャドウ オブ ザ ラビリンスとのセット）に同梱。

  - 妖怪ウォッチオリジナルデザイン　(2014年7月10日発売)
    - 「妖怪ウォッチ ジバニャンパック」（「データカードダス 妖怪ウォッチ ともだちウキウキペディア」 用カード「ゴルニャン」付き）に同梱（ソフトは含まれていない）。
- 海外版
  - マリオ レッド×ゴールド（2012年12月1日 - ）- 中国大陸
  - ピンク（2013年5月31日 - ）- 欧州のみ

#### 開発支援機器
インテリジェントシステムズ
IS-SPR-DEBUGGER & CAPTURE - プログラム開発支援システム＆キャプチャ＆モニター出力システム
SPR for EMULATOR

#### 3DS LL周辺機器
| 型番    | 名称                                     | 備考 |
| ------- | ---------------------------------------- | --- |
| SPR-003 | バッテリーパック                         | 3DS LL用。Newニンテンドー3DS LLでも使用可能。本体内蔵のほか、任天堂ホームページからも購入できる。                                          |
| SPR-004 | タッチペン                               | 3DS LL専用。使用していない時は本体に収納可能。寸法約96 mmで伸縮はできない。ブラック・ホワイト・オレンジ・ターコイズの4色がある。本体同梱。 |
| SPR-007 | ニンテンドー3DS LL専用充電台             | 別売。3DS LL本体と同時発売。 |
| SPR-009 | ニンテンドー3DS LL専用拡張スライドパッド | 付属の専用ストラップは同梱されていない。                                                                                                   |
| RVL-020 | SDメモリーカード512 MB                   | 市販されているSDメモリーカードと機能は同じであるが、この容量の製品は多くが生産を終了している。                                             |
| RVL-033 | SDメモリーカード2 GB                     | 市販されているSDメモリーカードと機能は同じである。                                                                                         |
| RVL-037 | SDHCメモリーカード8 GB                   | 別売（2011年12月上旬発売）。SDスピードクラス4に準拠する市販のSDHCメモリーカードと機能は同じである。                                        |
| RVL-038 | SDHCメモリーカード16 GB                  | 別売（2011年12月上旬発売）。SDスピードクラス4に準拠する市販のSDHCメモリーカードと機能は同じである。                                        |
| KTR-011 | microSDHCメモリーカード16 GB             | New 3DS・New 3DS LL用として発売されたmicroSDカード。アダプターを使用することでDSi・DSi LL・3DS・3DS LL・2DSでも使用可能。                  |
| KTR-012 | microSDHCメモリーカード32 GB             | New 3DS・New 3DS LL用として発売されたmicroSDカード。アダプターを使用することでDSi・DSi LL・3DS・3DS LL・2DSでも使用可能。                  |
| KTR-013 | microSDカードアダプター                  | KTR-011・012に付属するmicroSDカードをSDカードに変換するアダプター。DSi・DSi LL・3DS・3DS LL・2DSでmicroSDカードを使用する場合に必要。      |

### ニンテンドー2DS
ニンテンドー3DSから裸眼立体視（3D映像）機能と、折り畳み機能を廃止、ステレオスピーカーをモノラルにした下位モデル。現地の経済事情に合わせた廉価モデルと位置付け、3D立体視の機能はなし、モノラル音声（ヘッドフォン使用時はサラウンド・ステレオ）。型番はFTR-001。
- 2013年8月29日に、ニンテンドー・オブ・アメリカのウェブサイトで3DSのバリエーションモデルとして発表された[66]。
- 2013年10月12日に北米、欧州、豪州で、同年12月7日に韓国で発売。北米での希望小売価格は129.99ドル（約13,000円）。
- 日本では2016年2月27日に発売[17]。

### Newニンテンドー3DS
2014年8月29日に3DSのバリエーションモデルとして発表された。型番はKTR-001。
従来の3DSと比べてCPU性能が上がり、ボタンや新しい機能の追加、配置変更などされているが、あくまで3DSシリーズの新モデルであり、今までの3DS用ソフトの動作やグラフィック等が向上することはない。しかしNewニンテンドー3DSでの性能を生かした専用ソフトも発売された」。フラッシュメモリが搭載できなくなり、代わりにmicroSDメモリーカードスロットのみとなった。「Newニンテンドー3DS」と通常の3DSのOSは機能面で違いがあり、「Newニンテンドー3DS」「Newニンテンドー3DS」「Newニンテンドー2DSLL」は形式上New 3DSのOSと機能面で同一である。
なお、Newニンテンドー3DSからはインターネットブラウザーのフィルタリングが初めから有効の設定になっており、フィルタリング解除にはクレジットカード認証と手数料30円が必要となった。これは子供が勝手にフィルタリングの設定を解除してしまわないようにするための処置である。
- 海外版
  - 大使版（2015年1月7日 - 2015年1月12日）欧州のみ

### Newニンテンドー3DS LL
- Newニンテンドー3DSの大画面モデル。型番はRED-001。
- Newニンテンドー3DSと同日発売したが、同機よりも長く販売された。
- 海外版
  - ファイアーエムブレムifエディション（2016年2月19日 - ）北米のみ

### Newニンテンドー2DS LL
- Newニンテンドー3DS LLから裸眼立体視 (3D映像) 機能を削除した廉価モデル。型番はJAN-001。
- 2017年7月13日に日本で発売。

## ソフトウェア
2012年7月28日から任天堂タイトルについては、原則としてパッケージ版とダウンロード版が用意される。かつてダウンロード版はクラブニンテンドーのポイントが優遇された。なお、主なニンテンドー3DS用ソフトは、2014年10月11日から発売されたNewニンテンドー3DSにも対応しているが、一部ソフトは非対応。
同時発売ソフト
同時発売ソフトおよび初期発売のソフトは、日本国内・日本国外ともに、一部を除いて日本のソフトメーカーが中心となっている。これは、日本市場が携帯型ゲーム中心の世界的に見て異色の市場構造となったため日本企業の注目度が高く、逆に日本国外のメーカーは日本ほど注目しなかったためである。
また、「任天堂ハードで売れるのは任天堂ソフトばかり」という批判に配慮し、発売前からサードパーティー重視に取り組んだ。このため、発売初期に任天堂ソフトの割合が旧ゲーム機に比べて少なく抑えられている。
| タイトル                                  | メーカー                         |
| ----------------------------------------- | -------------------------------- |
| ウイニングイレブン 3DSoccer               | コナミデジタルエンタテインメント |
| スーパーストリートファイターIV 3D EDITION | カプコン                         |
| 戦国無双 Chronicle                        | コーエーテクモゲームス           |
| とびだす!パズルボブル 3D                  | スクウェア・エニックス           |
| nintendogs + cats（3バージョン販売）      | 任天堂                           |
| リッジレーサー3D                          | バンダイナムコゲームス           |
| コンバット オブ ジャイアント ダイナソー3D | ユービーアイソフト               |
| レイトン教授と奇跡の仮面                  | レベルファイブ                   |

3DSのミリオンセラー作品の数は26本（2018年4月現在）。
日本で500万本以上を販売したソフト
| タイトル                                        | メーカー       |
| ----------------------------------------------- | -------------- |
| とびだせ どうぶつの森（3バージョン合計）        | 任天堂         |
| 妖怪ウォッチ2 元祖/本家/真打（3バージョン合計） | レベルファイブ |

日本で400万本以上を販売したソフト
| タイトル                                  | メーカー         |
| ----------------------------------------- | ---------------- |
| とびだせ どうぶつの森                     | 任天堂           |
| ポケットモンスターX・Y（2バージョン合計） | ポケモン／任天堂 |

日本で300万本以上を販売したソフト
| タイトル                                                               | メーカー         |
| ---------------------------------------------------------------------- | ---------------- |
| ポケットモンスター サン・ムーン（2バージョン合計）                     | ポケモン／任天堂 |
| モンスターハンター4                                                    | カプコン         |
| ポケットモンスター オメガルビー・アルファサファイア（2バージョン合計） | ポケモン／任天堂 |
| 妖怪ウォッチ2 元祖/本家（2バージョン合計）                             | レベルファイブ   |
| マリオカート7                                                          | 任天堂           |

日本で200万本以上を販売したソフト
| タイトル                                                           | メーカー         |
| ------------------------------------------------------------------ | ---------------- |
| モンスターハンター4G                                               | カプコン         |
| New スーパーマリオブラザーズ 2                                     | 任天堂           |
| 大乱闘スマッシュブラザーズ for Nintendo 3DS                        | 任天堂           |
| スーパーマリオ 3Dランド                                            | 任天堂           |
| 妖怪ウォッチ2 真打                                                 | レベルファイブ   |
| モンスターハンタークロス                                           | カプコン         |
| 妖怪ウォッチバスターズ 赤猫団/白犬隊                               | レベルファイブ   |
| ポケットモンスター ウルトラサン・ウルトラムーン（2バージョン合計） | ポケモン／任天堂 |
| 妖怪ウォッチ3 スシ/テンプラ/スキヤキ（3バージョン合計）            | レベルファイブ   |

日本で100万本以上を販売したソフト
| タイトル                                   | メーカー                                 |
| ------------------------------------------ | ---------------------------------------- |
| モンスターハンター3（トライ）G             | カプコン                                 |
| ドラゴンクエストVII エデンの戦士たち       | スクウェア・エニックス                   |
| トモダチコレクション 新生活                | 任天堂                                   |
| ルイージマンション2                        | 任天堂                                   |
| パズドラZ                                  | ガンホー・オンライン・エンターテイメント |
| 妖怪ウォッチ                               | レベルファイブ                           |
| どうぶつの森 ハッピーホームデザイナー      | 任天堂                                   |
| 妖怪ウォッチ3 スシ/テンプラ                | レベルファイブ                           |
| スーパーマリオメーカー for ニンテンドー3DS | 任天堂                                   |
| モンスターハンターダブルクロス             | カプコン                                 |
| ドラゴンクエストXI 過ぎ去りし時を求めて    | スクウェア・エニックス                   |

### ゲーム以外
- 「通信機能」に書かれている文字は、以下のニンテンドー3DSの通信機能を示し、●印はその通信機能に対応していることを示す。
  - ロ：ローカル通信対応（遊ぶ人数分の3DS本体とソフトが必要）
  - ダ：ダウンロードプレイ対応（ソフト1つと遊ぶ人数分の3DS本体が必要）
  - す：すれちがい通信対応
  - い：いつの間に通信対応
  - イ：インターネットプレイ対応

| 配信開始日     | タイトル                                                                                    | 発売元メーカー                 | 通信機能 | 通信機能 | 通信機能 | 通信機能 | 通信機能 | 備考 |
| 配信開始日     | タイトル                                                                                    | 発売元メーカー                 | ロ       | ダ       | す       | い       | イ       | 備考 |
| -------------- | ------------------------------------------------------------------------------------------- | ------------------------------ | -------- | -------- | -------- | -------- | -------- | --- |
| 2011年6月21日  | いつの間にテレビ                                                                            | 任天堂                         |          |          |          | ●        | ●        | 無料。2012年6月20日配信終了 |
| 2011年7月13日  | ニンテンドービデオ                                                                          | 任天堂                         |          |          |          | ●        | ●        | 無料。2014年3月31日配信終了 |
| 2011年12月21日 | いつの間に交換日記                                                                          | 任天堂                         |          |          | ●        | ●        |          | 無料 |
| 2012年3月21日  | 美人時計                                                                                    | 美人時計 / 任天堂              |          |          |          |          |          | 無料 |
| 2012年12月3日  | レコチョク                                                                                  | レコチョク                     |          |          |          | ●        | ●        | 無料。楽譜購入は有料。2022年9月26日3DSでのサービス終了 |
| 2012年12月12日 | どこでも本屋さん                                                                            | Librica                        |          |          | ●        | ●        |          | 無料。電子書籍の購入は有料。3D映像表示非対応。 |
| 2013年2月21日  | ひつじのショーン3D 第1巻                                                                    | 任天堂                         |          |          |          |          |          | 3D映像ソフト |
| 2013年2月21日  | ひつじのショーン3D 第2巻                                                                    | 任天堂                         |          |          |          |          |          | 3D映像ソフト |
| 2013年2月21日  | ひつじのショーン3D 第3巻                                                                    | 任天堂                         |          |          |          |          |          | 3D映像ソフト |
| 2013年3月27日  | ダウンロード版にセーブデータを移動                                                          | 任天堂                         |          |          |          |          |          | 無料 |
| 2013年4月24日  | ひつじのショーン3D 第4巻                                                                    | 任天堂                         |          |          |          |          |          | 3D映像ソフト |
| 2013年6月26日  | ひつじのショーン3D 第5巻                                                                    | 任天堂                         |          |          |          |          |          | 3D映像ソフト |
| 2013年7月24日  | うごくメモ帳 3D                                                                             | 任天堂                         | ●        |          |          |          | ●        | 無料。一部有料のサービスあり。 |
| 2013年8月7日   | Hulu                                                                                        | フールージャパン               |          |          |          |          | ●        | 無料 |
| 2013年8月21日  | どこぽんちょいす 進撃の巨人 vol.1 1〜10巻+おまけパック                                      | Librica                        |          |          |          |          |          | 3D映像表示非対応 |
| 2013年8月28日  | どこぽんちょいす 名探偵コナン vol.1 1〜10巻+おまけパック                                    | Librica                        |          |          |          |          |          | 3D映像表示非対応 |
| 2013年8月28日  | どこぽんちょいす マギ vol.1 1〜10巻+おまけパック                                            | Librica                        |          |          |          |          |          | 3D映像表示非対応 |
| 2013年8月28日  | どこぽんちょいす 近キョリ恋愛 vol.1 1〜10巻+おまけパック                                    | Librica                        |          |          |          |          |          | 3D映像表示非対応 |
| 2013年9月4日   | どこぽんちょいす DRAGONBALL カラー版 孫悟空修行編 1〜4巻+おまけパック                       | Librica                        |          |          |          |          |          | 3D映像表示非対応 |
| 2013年9月4日   | どこぽんちょいす モンスターハンター 閃光の狩人 vol.1 1〜5巻+おまけパック                    | Librica                        |          |          |          |          |          | 3D映像表示非対応 |
| 2013年9月4日   | どこぽんちょいす 魔法少女リリカルなのはViVid vol.1 1〜5巻+おまけパック                      | Librica                        |          |          |          |          |          | 3D映像表示非対応 |
| 2013年9月4日   | どこぽんちょいす 絶叫学園 vol.1 1〜10巻+おまけパック                                        | Librica                        |          |          |          |          |          | 3D映像表示非対応 |
| 2013年9月4日   | どこぽんちょいす 新世紀エヴァンゲリオン vol.1 1〜5巻+おまけパック                           | Librica                        |          |          |          |          |          | 3D映像表示非対応 |
| 2013年11月6日  | どこぽんちょいす DRAGON BALL カラー版 レッドリボン軍編 vol.1 1〜5巻+おまけパック            | Librica                        |          |          |          |          |          | 3D映像表示非対応 |
| 2013年11月27日 | どこぽんちょいす 名探偵コナン Vol.2 11〜20巻パック                                          | Librica                        |          |          |          |          |          | 3D映像表示非対応 |
| 2013年12月4日  | どこぽんちょいす FAIRY TAIL Vol.1 1〜10巻パック                                             | Librica                        |          |          |          |          |          | 3D映像表示非対応 |
| 2013年12月10日 | YouTube                                                                                     | Google                         |          |          |          |          | ●        | 無料。3D映像非対応。2019年9月3日サービス終了 |
| 2013年12月11日 | どこぽんちょいす 夜桜四重奏 〜ヨザクラカルテット〜 Vol.1 1〜10巻パック                      | Librica                        |          |          |          |          |          | 3D映像表示非対応 |
| 2013年12月11日 | honto for ニンテンドー3DS                                                                   | 大日本印刷                     |          |          |          | ●        | ●        | 無料 |
| 2013年12月18日 | どこぽんちょいす ちはやふる Vol.1 1〜10巻パック                                             | Librica                        |          |          |          |          |          | 3D映像表示非対応 |
| 2013年12月25日 | どこぽんちょいす HUNTER×HUNTER カラー版 Vol.1 1〜10巻パック                                 | Librica                        |          |          |          |          |          | 3D映像表示非対応 |
| 2014年1月8日   | どこぽんちょいす 今日、恋をはじめます 1〜15巻パック                                         | Librica                        |          |          |          |          |          | 3D映像表示非対応 |
| 2014年1月8日   | どこぽんちょいす 甘い悪魔が笑う 1〜6巻パック                                                | Librica                        |          |          |          |          |          | 3D映像表示非対応 |
| 2014年1月8日   | どこぽんちょいす 絶体絶命でんぢゃらすじーさん Vol.1 1〜10巻パック                           | Librica                        |          |          |          |          |          | 3D映像表示非対応 |
| 2014年1月15日  | どこぽんちょいす 黒子のバスケ カラー版 Vol.1 1〜10巻パック                                  | Librica                        |          |          |          |          |          | 3D映像表示非対応 |
| 2014年1月22日  | どこぽんちょいす キッチンのお姫さま 1〜10巻パック                                           | Librica                        |          |          |          |          |          | 3D映像表示非対応 |
| 2014年1月29日  | どこぽんちょいす ひよ恋 Vol.1 1〜10巻パック                                                 | Librica                        |          |          |          |          |          | 3D映像表示非対応 |
| 2014年2月5日   | どこぽんちょいす DRAGON BALL カラー版 ピッコロ大魔王編 1～7巻パック                         | Librica                        |          |          |          |          |          | 3D映像表示非対応 |
| 2014年2月12日  | どこぽんちょいす 名探偵コナン Vol.3 21～30巻パック                                          | Librica                        |          |          |          |          |          | 3D映像表示非対応 |
| 2014年2月12日  | どこぽんちょいす となりの怪物くん 1～13巻パック                                             | Librica                        |          |          |          |          |          | 3D映像表示非対応 |
| 2014年2月14日  | ニコニコ                                                                                    | ドワンゴ                       |          |          | ●        |          | ●        | 無料。amiibo対応。2020年3月25日生放送機能サービス終了。2021年3月31日すれ違いマーケティング機能提供終了。2023年3月31日サービス終了予定（配信終了は同年2月28日予定） |
| 2014年2月19日  | どこぽんちょいす 地獄少女 1～9巻＋おまけパック                                              | Librica                        |          |          |          |          |          | 3D映像表示非対応 |
| 2014年2月26日  | どこぽんちょいす DRAGON BALL カラー版 サイヤ人編 1～4巻＋おまけパック                       | Librica                        |          |          |          |          |          | 3D映像表示非対応 |
| 2014年3月5日   | どこぽんちょいす 名探偵コナン Vol.4 31～40巻パック                                          | Librica                        |          |          |          |          |          | 3D映像表示非対応 |
| 2014年3月12日  | どこぽんちょいす テルマエ・ロマエ 1～6巻パック                                              | Librica                        |          |          |          |          |          | 3D映像表示非対応 |
| 2014年3月12日  | どこぽんちょいす 地獄少女R 1～11巻＋おまけパック                                            | Librica                        |          |          |          |          |          | 3D映像表示非対応 |
| 2014年3月19日  | どこぽんちょいす DRAGON BALL カラー版 フリーザ編 1～7巻＋おまけパック                       | Librica                        |          |          |          |          |          | 3D映像表示非対応 |
| 2014年3月26日  | どこぽんちょいす スターダスト★ウインク 1～11巻パック                                        | Librica                        |          |          |          |          |          | 3D映像表示非対応 |
| 2014年4月2日   | どこぽんちょいす DRAGON BALL カラー版 人造人間・セル編 1～8巻＋おまけパック                 | Librica                        |          |          |          |          |          | 3D映像表示非対応 |
| 2014年4月9日   | どこぽんちょいす ロウきゅーぶ! Vol.1 1～5巻＋おまけパック                                   | Librica                        |          |          |          |          |          | 3D映像表示非対応 |
| 2014年4月9日   | どこぽんちょいす モンスターハンター EPIC 1～3巻 & EPISODE～全3巻 6巻パック                  | Librica                        |          |          |          |          |          | 3D映像表示非対応 |
| 2014年4月16日  | どこぽんちょいす ロッテのおもちゃ! Vol.1 1～5巻パック                                       | Librica                        |          |          |          |          |          | 3D映像表示非対応 |
| 2014年4月23日  | どこぽんちょいす 狼と香辛料 Vol.1 1～5巻パック                                              | Librica                        |          |          |          |          |          | 3D映像表示非対応 |
| 2014年5月7日   | どこぽんちょいす あやかし緋扇 Vol.1 1～6巻パック                                            | Librica                        |          |          |          |          |          | 3D映像表示非対応 |
| 2014年5月14日  | どこぽんちょいす モンスターハンター オラージュ 1～4巻パック                                 | Librica                        |          |          |          |          |          | 3D映像表示非対応 |
| 2014年5月14日  | どこぽんちょいす 神のみぞ知るセカイ Vol.1 1～10巻パック                                     | Librica                        |          |          |          |          |          | 3D映像表示非対応 |
| 2014年5月21日  | どこぽんちょいす 鬼灯の冷徹 Vol.1 1～10巻パック                                             | Librica                        |          |          |          |          |          | 3D映像表示非対応 |
| 2014年5月21日  | どこぽんちょいす オレ様キングダム Vol.1 1～10巻パック                                       | Librica                        |          |          |          |          |          | 3D映像表示非対応 |
| 2014年5月21日  | どこぽんちょいす 1年5組いきものがかり 1～6巻パック                                          | Librica                        |          |          |          |          |          | 3D映像表示非対応 |
| 2014年5月28日  | どこぽんちょいす 山田くんと7人の魔女 Vol.1 1～10巻パック                                    | Librica                        |          |          |          |          |          | 3D映像表示非対応 |
| 2014年5月28日  | どこぽんちょいす FAIRY TAIL Vol.2 11～20巻パック                                            | Librica                        |          |          |          |          |          | 3D映像表示非対応 |
| 2014年5月28日  | どこぽんちょいす 史上最強の弟子ケンイチ Vol.1 1～10巻パック                                 | Librica                        |          |          |          |          |          | 3D映像表示非対応 |
| 2014年6月4日   | どこぽんちょいす BLACK BIRD Vol.1 1～9巻パック                                              | Librica                        |          |          |          |          |          | 3D映像表示非対応 |
| 2014年6月4日   | どこぽんちょいす ちはやふる Vol.2 11～20巻パック                                            | Librica                        |          |          |          |          |          | 3D映像表示非対応 |
| 2014年6月4日   | どこぽんちょいす 神のみぞ知るセカイ Vol.2 11～20巻パック                                    | Librica                        |          |          |          |          |          | 3D映像表示非対応 |
| 2014年6月11日  | どこぽんちょいす 僕等がいた Vol.1 1～8巻パック                                              | Librica                        |          |          |          |          |          | 3D映像表示非対応 |
| 2014年6月11日  | どこぽんちょいす 宇宙兄弟 Vol.1 1～10巻パック                                               | Librica                        |          |          |          |          |          | 3D映像表示非対応 |
| 2014年6月19日  | どこぽんちょいす FAIRY TAIL Vol.3 21～30巻パック                                            | Librica                        |          |          |          |          |          | 3D映像表示非対応 |
| 2014年6月19日  | どこぽんちょいす 史上最強の弟子ケンイチ Vol.2 11～20巻パック                                | Librica                        |          |          |          |          |          | 3D映像表示非対応 |
| 2014年6月25日  | どこぽんちょいす 隣のあたし 1～10巻パック                                                   | Librica                        |          |          |          |          |          | 3D映像表示非対応 |
| 2014年7月2日   | どこぽんちょいす BLACK BIRD Vol.2 11～18巻パック                                            | Librica                        |          |          |          |          |          | 3D映像表示非対応 |
| 2014年7月2日   | どこぽんちょいす 宇宙兄弟 Vol.2 11～20巻パック                                              | Librica                        |          |          |          |          |          | 3D映像表示非対応 |
| 2014年7月9日   | どこぽんちょいす しゅごキャラ! 1～12巻パック                                                | Librica                        |          |          |          |          |          | 3D映像表示非対応 |
| 2014年7月9日   | どこぽんちょいす 史上最強の弟子ケンイチ Vol.3 21～30巻パック                                | Librica                        |          |          |          |          |          | 3D映像表示非対応 |
| 2014年7月16日  | どこぽんちょいす FAIRY TAIL Vol.4 31～40巻パック                                            | Librica                        |          |          |          |          |          | 3D映像表示非対応 |
| 2014年7月16日  | どこぽんちょいす 絶体絶命でんぢゃらすじーさん Vol.2 11～20巻パック                          | Librica                        |          |          |          |          |          | 3D映像表示非対応 |
| 2014年7月23日  | どこぽんちょいす 史上最強の弟子ケンイチ Vol.4 31～40巻パック                                | Librica                        |          |          |          |          |          | 3D映像表示非対応 |
| 2014年7月30日  | どこぽんちょいす 僕等がいた Vol.2 9～16巻パック                                             | Librica                        |          |          |          |          |          | 3D映像表示非対応 |
| 2014年8月6日   | どこぽんちょいす 史上最強の弟子ケンイチ Vol.5 41～50巻パック                                | Librica                        |          |          |          |          |          | 3D映像表示非対応 |
| 2014年8月6日   | どこぽんちょいす 坂道のアポロン 1～9巻パック                                                | Librica                        |          |          |          |          |          | 3D映像表示非対応 |
| 2014年8月20日  | どこぽんちょいす らき☆すた Vol.1 1～6巻＋おまけパック                                       | Librica                        |          |          |          |          |          | 3D映像表示非対応 |
| 2014年8月20日  | どこぽんちょいす イナズマイレブン 1～10巻パック                                             | Librica                        |          |          |          |          |          | 3D映像表示非対応 |
| 2014年8月27日  | どこぽんちょいす ブラッドラッド Vol.1 1～5巻＋おまけパック                                  | Librica                        |          |          |          |          |          | 3D映像表示非対応 |
| 2014年8月27日  | どこぽんちょいす スーパーマリオくん Vol.1 1～10巻パック                                     | Librica                        |          |          |          |          |          | 3D映像表示非対応 |
| 2014年9月3日   | どこぽんちょいす Fate/kaleid liner プリズマ☆イリヤ 1～2巻＋おまけパック                     | Librica                        |          |          |          |          |          | 3D映像表示非対応 |
| 2014年9月10日  | どこぽんちょいす ケロロ軍曹 Vol.1 1～5巻パック                                              | Librica                        |          |          |          |          |          | 3D映像表示非対応 |
| 2014年9月17日  | どこぽんちょいす あやかし緋扇 Vol.2 7～12巻パック                                           | Librica                        |          |          |          |          |          | 3D映像表示非対応 |
| 2014年9月24日  | どこぽんちょいす スーパーマリオくん Vol.2 11～20巻パック                                    | Librica                        |          |          |          |          |          | 3D映像表示非対応 |
| 2014年10月29日 | どこぽんちょいす スーパーマリオくん Vol.3 21～30巻パック                                    | Librica                        |          |          |          |          |          | 3D映像表示非対応 |
| 2014年11月6日  | PIKMIN Short Movies 3D                                                                      | 任天堂                         |          |          |          |          |          | 3D映像ソフト |
| 2014年11月26日 | どこぽんちょいす スーパーマリオくん Vol.4 31～40巻パック                                    | Librica                        |          |          |          |          |          | 3D映像表示非対応 |
| 2014年12月10日 | どこぽんちょいす 戦国BASARAシリーズ アンソロジーコミック 学園BASARA 1～7巻パック            | Librica                        |          |          |          |          |          | 3D映像表示非対応 |
| 2014年12月15日 | 12月20日(土)全国ロードショー ディズニー映画「ベイマックス」予告                             | ウォルト・ディズニー・ジャパン |          |          |          |          |          | 無料。3D映像ソフト。 |
| 2014年12月24日 | カールじいさんの空飛ぶ家 3D                                                                 | ウォルト・ディズニー・ジャパン |          |          |          |          |          | 3D映像ソフト |
| 2015年1月15日  | Newニンテンドー3DS限定 セール招待状                                                         | 任天堂                         |          |          |          |          |          | 無料。New 3DS専用。 |
| 2015年1月28日  | どこぽんちょいす 信長協奏曲 Vol.1 1～10巻パック                                             | Librica                        |          |          |          |          |          | 3D映像表示非対応 |
| 2015年2月4日   | どこぽんちょいす 蟲師（1～10巻パック）                                                      | Librica                        |          |          |          |          |          | 3D映像表示非対応 |
| 2015年2月4日   | シュガー・ラッシュ 3D                                                                       | ウォルト・ディズニー・ジャパン |          |          |          |          |          | 3D映像ソフト |
| 2015年4月17日  | ベイマックス 3D                                                                             | ウォルト・ディズニー・ジャパン |          |          |          |          |          | |
| 2015年6月15日  | スマブラコントローラー                                                                      | 任天堂                         |          |          |          |          |          | 3DSで「大乱闘スマッシュブラザーズ for Wii U」を操作するためのコントローラーツール                                                                                  |
| 2015年7月15日  | 7月18日(土)全国ロードショー 映画「インサイド・ヘッド」予告                                  | ウォルト・ディズニー・ジャパン |          |          |          |          |          | 無料。映像ソフト。7月31日までの期間限定配信。3D映像表示非対応。 |
| 2015年10月7日  | どこぽんちょいす『モンスターハンター』プレイ漫画 モンでき。 Vol.1（5巻パック）              | Librica                        |          |          |          |          |          | 3D映像表示非対応 |
| 2015年10月7日  | どこぽんちょいす モンスターハンター 閃光の狩人 Vol.2（6～10巻パック）                       | Librica                        |          |          |          |          |          | 3D映像表示非対応 |
| 2015年10月14日 | どこぽんちょいす To LOVEる -とらぶる- カラー版 Vol.1（1～9巻パック）                        | Librica                        |          |          |          |          |          | 3D映像表示非対応 |
| 2015年10月14日 | どこぽんちょいす To LOVEる -とらぶる- カラー版 Vol.2（10～18巻パック）                      | Librica                        |          |          |          |          |          | 3D映像表示非対応 |
| 2015年10月14日 | どこぽんちょいす DRAGON BALL カラー版 魔人ブウ編（1～7巻パック）                            | Librica                        |          |          |          |          |          | 3D映像表示非対応 |
| 2015年10月28日 | どこぽんちょいす FAIRY TAIL Vol.5（41～50巻パック）                                         | Librica                        |          |          |          |          |          | 3D映像表示非対応 |
| 2015年10月28日 | どこぽんちょいす 2.5次元彼氏（1～8巻パック）                                                | Librica                        |          |          |          |          |          | 3D映像表示非対応 |
| 2015年10月28日 | どこぽんちょいす ジミコイ（1～4巻パック）                                                   | Librica                        |          |          |          |          |          | 3D映像表示非対応 |
| 2015年10月28日 | どこぽんちょいす 王子とヒーロー（1～4巻パック）                                             | Librica                        |          |          |          |          |          | 3D映像表示非対応 |
| 2015年11月4日  | どこぽんちょいす 絶叫学級 Vol.2（11～20巻パック）                                           | Librica                        |          |          |          |          |          | 3D映像表示非対応 |
| 2016年1月6日   | どこぽんちょいす HUNTER×HUNTER カラー版 Vol.2（11～20巻パック）                             | Librica                        |          |          |          |          |          | 3D映像表示非対応 |
| 2016年1月6日   | どこぽんちょいす HUNTER×HUNTER カラー版 Vol.3（21～30巻パック）                             | Librica                        |          |          |          |          |          | 3D映像表示非対応 |
| 2016年1月13日  | どこぽんちょいす i・ショウジョ カラー版（1～3巻パック）                                     | Librica                        |          |          |          |          |          | 3D映像表示非対応 |
| 2016年1月13日  | どこぽんちょいす I"s<アイズ>（1～9巻パック）                                                | Librica                        |          |          |          |          |          | 3D映像表示非対応 |
| 2016年1月20日  | どこぽんちょいす 東京喰種トーキョーグール リマスター版（1～14巻パック）                     | Librica                        |          |          |          |          |          | 3D映像表示非対応 |
| 2016年1月20日  | どこぽんちょいす アオハライド（1～13巻パック）                                              | Librica                        |          |          |          |          |          | 3D映像表示非対応 |
| 2016年1月20日  | どこぽんちょいす いちご100% カラー版 Vol.1（1～10巻パック）                                 | Librica                        |          |          |          |          |          | 3D映像表示非対応 |
| 2016年1月20日  | どこぽんちょいす いちご100% カラー版 Vol.2（11～19巻パック）                                | Librica                        |          |          |          |          |          | 3D映像表示非対応 |
| 2016年1月20日  | どこぽんちょいす 初恋限定。（1～4巻パック）                                                 | Librica                        |          |          |          |          |          | 3D映像表示非対応 |
| 2016年1月20日  | どこぽんちょいす あねどきっ（1～3巻パック）                                                 | Librica                        |          |          |          |          |          | 3D映像表示非対応 |
| 2016年2月10日  | どこぽんちょいす ニセコイ Vol.1（1～10巻パック）                                            | Librica                        |          |          |          |          |          | 3D映像表示非対応 |
| 2016年2月10日  | どこぽんちょいす ニセコイ Vol.2（11～20巻パック）                                           | Librica                        |          |          |          |          |          | 3D映像表示非対応 |
| 2016年6月7日   | 新・光神話 パルテナの鏡 3Dアニメ 空飛ぶ木馬 その1                                           | 任天堂                         |          |          |          |          |          | マイニンテンドーでプラチナポイントと交換。期間限定配信。非売品。                                                                                                   |
| 2016年6月7日   | 新・光神話 パルテナの鏡 3Dアニメ 空飛ぶ木馬 その2                                           | 任天堂                         |          |          |          |          |          | マイニンテンドーでプラチナポイントと交換。期間限定配信。非売品。                                                                                                   |
| 2016年6月7日   | 新・光神話 パルテナの鏡 3Dアニメ 空飛ぶ木馬 その3                                           | 任天堂                         |          |          |          |          |          | マイニンテンドーでプラチナポイントと交換。期間限定配信。非売品。                                                                                                   |
| 2016年6月7日   | 新・光神話 パルテナの鏡 3Dアニメ メデューサの逆襲                                           | 任天堂                         |          |          |          |          |          | マイニンテンドーでプラチナポイントと交換。期間限定配信。非売品。                                                                                                   |
| 2016年6月7日   | 新・光神話 パルテナの鏡 3Dアニメ おいかけて                                                 | 任天堂                         |          |          |          |          |          | マイニンテンドーでプラチナポイントと交換。期間限定配信。非売品。                                                                                                   |
| 2016年6月7日   | 新・光神話 パルテナの鏡 3Dアニメ おいかけられて                                             | 任天堂                         |          |          |          |          |          | マイニンテンドーでプラチナポイントと交換。期間限定配信。非売品。                                                                                                   |
| 2016年6月22日  | うごくまんが デジコロ ケシカスくん Vol.001 貫け!ちくわ道!                                   | 小学館                         |          |          |          |          |          | 3D映像表示非対応 |
| 2016年6月22日  | うごくまんが デジコロ ケシカスくん Vol.002 あの文具と真剣勝負!?                             | 小学館                         |          |          |          |          |          | 3D映像表示非対応 |
| 2016年6月22日  | うごくまんが デジコロ ケシカスくん Vol.003 よっちゃんの不思議な釣り!?                       | 小学館                         |          |          |          |          |          | 3D映像表示非対応 |
| 2016年7月13日  | うごくまんが デジコロ ケシカスくん Vol.004 決死のフライに挑め!                              | 小学館                         |          |          |          |          |          | 3D映像表示非対応 |
| 2016年7月13日  | うごくまんが デジコロ ケシカスくん Vol.005 給食を進化スさせるぜ!?                           | 小学館                         |          |          |          |          |          | 3D映像表示非対応 |
| 2016年7月13日  | うごくまんが デジコロ ケシカスくん Vol.006 カスモールワールドにご案内!                      | 小学館                         |          |          |          |          |          | 3D映像表示非対応 |
| 2016年7月13日  | うごくまんが デジコロ でんぢゃらすじーさん邪 Vol.001 頭がスゴイのじゃっっ!!                 | 小学館                         |          |          |          |          |          | 3D映像表示非対応 |
| 2016年7月13日  | うごくまんが デジコロ でんぢゃらすじーさん邪 Vol.002 じーさん大ピンチじゃっっ!!             | 小学館                         |          |          |          |          |          | 3D映像表示非対応 |
| 2016年8月17日  | うごくまんが デジコロ でんぢゃらすじーさん邪 Vol.003 じーさんがケータイ電話じゃっっ!!       | 小学館                         |          |          |          |          |          | 3D映像表示非対応 |
| 2016年8月17日  | うごくまんが デジコロ でんぢゃらすじーさん邪 Vol.004 おみくじをひくのじゃっっ!!             | 小学館                         |          |          |          |          |          | 3D映像表示非対応 |
| 2016年9月7日   | LEGO ムービー 3D                                                                            | ワーナー                       |          |          |          |          |          | |
| 2016年9月14日  | うごくまんが デジコロ ケシカスくん Vol.007 教室に刺客来襲!                                  | 小学館                         |          |          |          |          |          | 3D映像表示非対応 |
| 2016年9月14日  | うごくまんが デジコロ でんぢゃらすじーさん邪 Vol.005 でんぢゃらすニュースのお時間じゃっっ!! | 小学館                         |          |          |          |          |          | 3D映像表示非対応 |
| 2016年10月12日 | うごくまんが デジコロ ケシカスくん Vol.008 ショッピングモールでやりたい放題!                | 小学館                         |          |          |          |          |          | 3D映像表示非対応 |
| 2016年10月12日 | うごくまんが デジコロ でんぢゃらすじーさん邪 Vol.006 ムキムキ決定戦じゃっっ!!               | 小学館                         |          |          |          |          |          | 3D映像表示非対応 |
| 2016年11月2日  | 好きなMiiで見る Miitopia（ミートピア）予告編                                                | 任天堂                         |          |          |          |          | ●        | 先行無料版 |
| 2016年11月9日  | うごくまんが デジコロ でんぢゃらすじーさん邪 Vol.007 ゲベといっしょなのじゃっっ!!           | 小学館                         |          |          |          |          |          | 3D映像表示非対応 |
| 2016年11月9日  | うごくまんが デジコロ でんぢゃらすじーさん邪 Vol.008 忘れ物に気をつけるのじゃっっ!!         | 小学館                         |          |          |          |          |          | 3D映像表示非対応 |
| 2016年11月22日 | イラスト交換日記                                                                            | 任天堂                         | ●        |          |          | ●        | ●        | 無料。追加コンテンツを有料販売。 |
| 2016年12月1日  | ゼルダの伝説 オーケストラ収録映像 ゼルダの伝説 メインテーマ                                 | 任天堂                         |          |          |          |          |          | マイニンテンドーでプラチナポイントと交換。期間限定配信。非売品。                                                                                                   |
| 2016年12月1日  | ゼルダの伝説 オーケストラ収録映像 女神の詩                                                  | 任天堂                         |          |          |          |          |          | マイニンテンドーでプラチナポイントと交換。期間限定配信。非売品。                                                                                                   |
| 2016年12月1日  | ゼルダの伝説 オーケストラ収録映像 大妖精のテーマ                                            | 任天堂                         |          |          |          |          |          | マイニンテンドーでプラチナポイントと交換。期間限定配信。非売品。                                                                                                   |
| 2016年12月14日 | うごくまんが デジコロ ケシカスくん Vol.009 寒さを消す、あったカイロ!                        | 小学館                         |          |          |          |          |          | 3D映像表示非対応 |
| 2016年12月14日 | うごくまんが デジコロ でんぢゃらすじーさん邪 Vol.009 石ころをけるのじゃっっ!!               | 小学館                         |          |          |          |          |          | 3D映像表示非対応 |
| 2017年1月18日  | うごくまんが デジコロ ケシカスくん Vol.010 爆走!ラジコンレース                              | 小学館                         |          |          |          |          |          | 3D映像表示非対応 |
| 2017年1月18日  | うごくまんが デジコロ でんぢゃらすじーさん邪 Vol.010 カルタであそぶのじゃっっ!!             | 小学館                         |          |          |          |          |          | 3D映像表示非対応 |
| 2017年2月9日   | アニメ 蒼き雷霆 ガンヴォルト                                                                | インティ・クリエイツ           |          |          |          |          |          | アニメ映像ソフト。3D映像表示非対応 |
| 2017年2月15日  | うごくまんが デジコロ でんぢゃらすじーさん邪 Vol.011 赤ちゃんはカワイイのじゃっっ!!         | 小学館                         |          |          |          |          |          | 3D映像表示非対応 |
| 2017年3月15日  | うごくまんが デジコロ ケシカスくん Vol.011 VS修正液 卓球対決                                | 小学館                         |          |          |          |          |          | 3D映像表示非対応 |
| 2017年4月12日  | うごくまんが デジコロ ケシカスくん Vol.012 ランドセルサバイバル!                            | 小学館                         |          |          |          |          |          | 3D映像表示非対応 |
| 2017年5月10日  | うごくまんが デジコロ でんぢゃらすじーさん邪 Vol.012 ゴミひろいでキレイキレイじゃっっ!!     | 小学館                         |          |          |          |          |          | 3D映像表示非対応 |
| 2017年7月12日  | うごくまんが デジコロ でんぢゃらすじーさん邪 Vol.013 じーさんの大発明じゃっっ!!             | 小学館                         |          |          |          |          |          | 3D映像表示非対応 |
| 2017年8月9日   | うごくまんが デジコロ ケシカスくん Vol.013 オトナの遊びに挑戦!                              | 小学館                         |          |          |          |          |          | 3D映像表示非対応 |
| 2017年12月13日 | うごくまんが デジコロ ケシカスくん Vol.014 クセになるお宝探し!!                             | 小学館                         |          |          |          |          |          | 3D映像表示非対応 |
| 2018年1月10日  | うごくまんが デジコロ でんぢゃらすじーさん邪 Vol.014 くりだせ必殺技じゃっっ!!               | 小学館                         |          |          |          |          |          | 3D映像表示非対応 |
| 2018年3月14日  | うごくまんが デジコロ ケシカスくん Vol.015 究極の心理戦!ババァ抜き開始!!                    | 小学館                         |          |          |          |          |          | 3D映像表示非対応 |

## CM
発売当初のイメージキャラクターには、嵐を起用。当時は任天堂の家庭用ゲーム機（Wii、DS、3DS等）のイメージキャラクターを行っていた。

## 関連サービス
館内案内サービス
ルーヴル美術館で、2012年4月11日より音声ガイド機能を内蔵したニンテンドー3DS LL本体を有料で来場者に貸し出す館内案内サービスが実施された。展示品を画像と音声で解説、利用者の現在位置を表示、裸眼立体視対応で3Dで見ることができ、言語はフランス語、日本語、英語、イタリア語、韓国語などの7言語に対応している。
2013年11月27日には「ニンテンドー3DSガイド ルーヴル美術館」が、ダウンロードソフトで発売された（パッケージ版も限定販売）。
2025年9月をもってサービス終了を発表。
かんたんテザリング for ニンテンドー3DS
ドコモと任天堂が共同で開発した「かんたんテザリング for ニンテンドー3DS」は無料のスマートフォン用アプリケーションで、テザリングを利用したことがないユーザーでも簡単に設定し、利用することができるアプリケーションでGoogle Playにおいてドコモが配信。これによりそれまでよりも簡単に3DSのネット対戦ゲームが楽しめるようになった。順次対応機種を増やしていたが、利用者数の減少などにより、2018年5月31日にサポートを終了した。
支払い決済
2014年12月9日からNewニンテンドー3DS・Newニンテンドー3DS LLの支払い決済に、交通系電子マネー（Suica／PASMO／kitaca／TOICA／manaca／ICOCA／SUGOCA／nimoca／はやかけん）を利用できるようになった。このサービスは2022年1月18日午前9時に終了した。

## 影響

### 早期の値下げ
発売時の25000円（税込）という本体の希望小売価格は、同社の携帯ゲーム機史上最も高額で2009年に値下げされた同社の据置型ゲーム機であるWiiよりも高かった。
しかし任天堂は2011年7月28日に価格改定を発表した。発売から半年も経っていないにもかかわらず、極端に早くに値下げに踏み切った理由を岩田社長は「発売前と状況が大きく変わり、このままでは満足な普及ができず、多くのユーザーに3DSを楽しんでいただけないため」としており、「値下げ後の価格だと本体だけでは赤字になるが、ハードの未来を考えると今手を打つしかない」 ともしている。一部では発売時点の製造コストが約103米ドルという試算があったが、値下げによりコストが売価を上回る「逆ざや」となっていた。
任天堂はこの大幅値下げによる不公平を少なくするために、大幅値下げ前に購入した顧客に対して謝罪するとともに、2011年8月10日までの特典として「アンバサダー・プログラム」を実施することを発表した。このプログラムへの参加者には、バーチャルコンソールにおけるファミリーコンピュータ（FC）用ソフト10タイトル、ゲームボーイアドバンス（GBA）用ソフト10タイトル、計20タイトルが無料で提供された。このアンバサダー・プログラムの権利は、ニンテンドーeショップの履歴（現在ではニンテンドーネットワークID）を削除すると消えてしまうが、3DS本体の引っ越しを行うことで、別の3DSに移すことは可能。
8月10日23時59分までに3DS本体をインターネットに接続し、ニンテンドーeショップに一度アクセス（要本体更新）すると参加扱いになる。ソフトはeショップの購入履歴にカウントされた扱いになっており、「購入履歴より再受信」することでダウンロードできる。また「アンバサダー・プログラム登録証」のソフトを受信することにより、アンバサダー・プログラムについての新規情報を受け取ることが可能。
FC用ソフト10タイトルは先行配信版という扱いであり、正式版に搭載されている「まるごとバックアップ機能」は使えないが、正式版配信後には無料でアップデートすることができる。正式版は2011年12月22日の「ゼルダの伝説1」を皮切りに配信開始され、2012年9月19日配信の「レッキングクルー」で10タイトルすべてが正式版にアップデート可能となった。
一方、GBA用ソフト10タイトルは今回限りの配信であり、3DS用ソフトとして将来的にも販売の予定はないとしている。またネイティブで実行している為か、いくつかの制限があり、「まるごとバックアップ機能」や「中断機能」に対応していないほか、起動中は本体を閉じてもスリープ状態にならず、「すれちがい通信」や「いつの間に通信」も発生しなくなる。
発表当初はFC用ソフト・GBA用ソフトともに5タイトルずつ、計10タイトルの発表だったが、FC用ソフトは8月30日までに、GBA用ソフトは12月15日までに、配信全タイトルが明らかになった。
対象の20タイトルは以下の通り（配信日前日に発表されたタイトルには「*」を付記）。
| ファミリーコンピュータ用ソフト （2011年9月1日配信開始） | ゲームボーイアドバンス用ソフト （2011年12月16日配信開始） |
| --- | --- |
| - スーパーマリオブラザーズ - ドンキーコングJR. - バルーンファイト - アイスクライマー - ゼルダの伝説1 - レッキングクルー（*） - マリオオープンゴルフ（*） - ヨッシーのたまご（*） - メトロイド（*） - リンクの冒険（*） | - スーパーマリオアドバンス3 - マリオカートアドバンス - メトロイドフュージョン - メイド イン ワリオ - マリオvs.ドンキーコング - F-ZERO FOR GAMEBOY ADVANCE（*） - ゼルダの伝説 ふしぎのぼうし（*） - ファイアーエムブレム 聖魔の光石（*） - 星のカービィ 鏡の大迷宮（*） - ワリオランドアドバンス ヨーキのお宝（*） |

### 健康面
6歳以下の子供は視覚が発達の途中の段階であり、3D表示の映像を長時間見ると目の成長に悪影響を与える可能性があるとして、任天堂は3D表示での長時間プレイを控えるようにと呼びかけている。そのため、社団法人電子情報技術産業協会と、独立行政法人産業技術総合研究所、3Dコンソーシアムが作成したガイドラインに従い、6歳以下の子供に対する利用制限を促すことを決定した。この制限は、同協会・研究所が設置した「快適3D基盤研究推進委員会」により、ISO（国際標準化機構）に国際標準として提案する予定である。なお、ペアレンタルコントロール機能で3Dの表示を制限することができる。
だが、こういった懸念を疑問視する声も挙がっており、アメリカ検眼協会によれば過剰な使用を控える限り害はなく、かえって視覚異常の早期発見に役立つという。

### 訴訟
3DSに用いられている裸眼立体視技術が特許侵害であるとして、2011年7月、元ソニーの技術者富田誠次郎が率いるTomita Technologies USA LLCがアメリカニューヨーク州南部地区連邦地方裁判所に訴訟を提起した。特許侵害が認定され、2013年3月には陪審団が3020万ドルの損害賠償の支払いを求める評決を下したが、2013年8月にニューヨーク連邦地裁は賠償額を1510万ドルに半減した。さらに2013年12月11日、ニューヨーク連邦地裁は賠償額の算出法を変更し、3DSの卸売価格の1.82%をロイヤリティとして支払うよう任天堂に命じた。
しかし、連邦巡回控訴裁（CAFC）は2014年12月、特許の請求項の解釈が適切ではなかったとして一審判決を破棄し、連邦地裁への差戻しを命じた。その後の差戻し審においてニューヨーク連邦地裁は2016年4月、3DSによる特許侵害がなかったとする判断を下した。